# Battaglia di Fort Donelson
La battaglia di Ford Donelson fu combattuta dall'11 al 16 febbraio del 1862 nell'ambito del Teatro Occidentale della guerra di secessione americana. La cattura da parte dell'Unione del confederato Fort Donelson - una fortezza posizionata nei pressi del confine tra Tennessee e Kentucky sulle sponde del fiume Cumberland - aprì alla penetrazione dello stesso corso d'acqua, un'importante via d'accesso per la programmata invasione del territorio Sudista.
Il successo consentirà anche al Brigadier generale Ulysses S. Grant, fino ad allora un oscuro ufficiale ed in gran parte comandante ancora non riconosciuto ufficialmente, di ottenere la promozione al grado di Maggior generale; lo scontro gli varrà inoltre anche l'appellativo di "Unconditional Surrender".
Grant mosse il proprio esercito lungo un percorso di 19 km via terra fino a giungere davanti al Forte tra il 12 e il 13 di febbraio, conducendo numerosi piccoli attacchi con lo scopo di sondare la situazione sul campo; anche se in quel momento il nome non era ancora in uso le truppe che servivano sotto Grant erano il nucleo della futura Armata del Tennessee.
Il 14 seguente cannoniere unioniste guidate dal "Flag officer" Andrew Hull Foote tentarono di aver ragione sul fortino con un bombardamento via fiume, ma furono costrette a ritirarsi dopo aver subito gravi danni dalle postazioni a pelo d'acqua delle batterie d'artiglieria avversarie.
Il giorno 15 il comandante nemico John Buchanan Floyd (ex ministro della presidenza di James Buchanan), vedutosi circondato e messo alle strette da tutte le parti, lanciò un'offensiva a sorpresa contro il fianco destro della fanteria Nordista nel tentativo di aprirsi un varco per una via di fuga fino a Nashville; ma Grant, che si trovava lontano dal campo di battaglia all'inizio dell'attacco, si diresse velocemente in prima linea per radunare i suoi uomini e contrattaccare.
Nonostante avesse ottenuto un parziale successo riuscendo ad aprirsi la strada per un ritiro, Floyd smarrì il controllo dei propri nervi e ordinò ai suoi uomini di tornare indietro. La mattina successiva egli, assieme al suo 2° Gideon Johnson Pillow, riuscirà a scappare con un piccolo distaccamento di truppe; il loro sostituto al comando, Simon Bolivar Buckner, più tardi entro quella stessa giornata accetterà i termini di resa incondizionata impostigli da Grant. Espugnato e reso inoffensivo Fort Donelson la strada per avanzare in direzione Sud era aperta.

## Antefatti

Localizzazione della Contea di Stewart (Tennessee).

### Situazione militare
La battaglia di Fort Donelson, che avrà inizio il giorno 12, ebbe luogo poco dopo la resa del vicino Fort Henry avvenuta 6 giorni prima. Esso era stato una postazione chiave al centro della linea difensiva del Tennessee; la sua cattura a seguito della aveva aperto il fiume Tennessee alle formazioni unioniste e ai movimenti fluviali di rifornimento. Circa 2 500 difensori confederati fuggirono prima della sua caduta marciando per 19 km in direzione Est per raggiungere Fort Donelson.
Nei giorni immediatamente seguenti alla resa di Fort Henry le truppe dell'Unione tagliarono le linee dei collegamenti ferroviari a Sud del Forte, limitando in tal maniera significativamente la mobilità laterale dei secessionisti con la conseguenza d'impedire il trasferimento di rinforzi nell'area atti a difendersi dalle soverchianti forze avversarie. Con la perdita di Fort Henry i Sudisti dovettero affrontare alcune difficili scelte.
L'esercito di Grant ora tagliava in due tronconi le forze principali della Confederazione nella regione, dirette da Albert Sidney Johnston; quelle di Pierre Gustave Toutant de Beauregard posizionate a Columbus con 12 000 uomini e quelle di William Joseph Hardee con sede a Bowling Green ammontanti a 22 000 uomini.

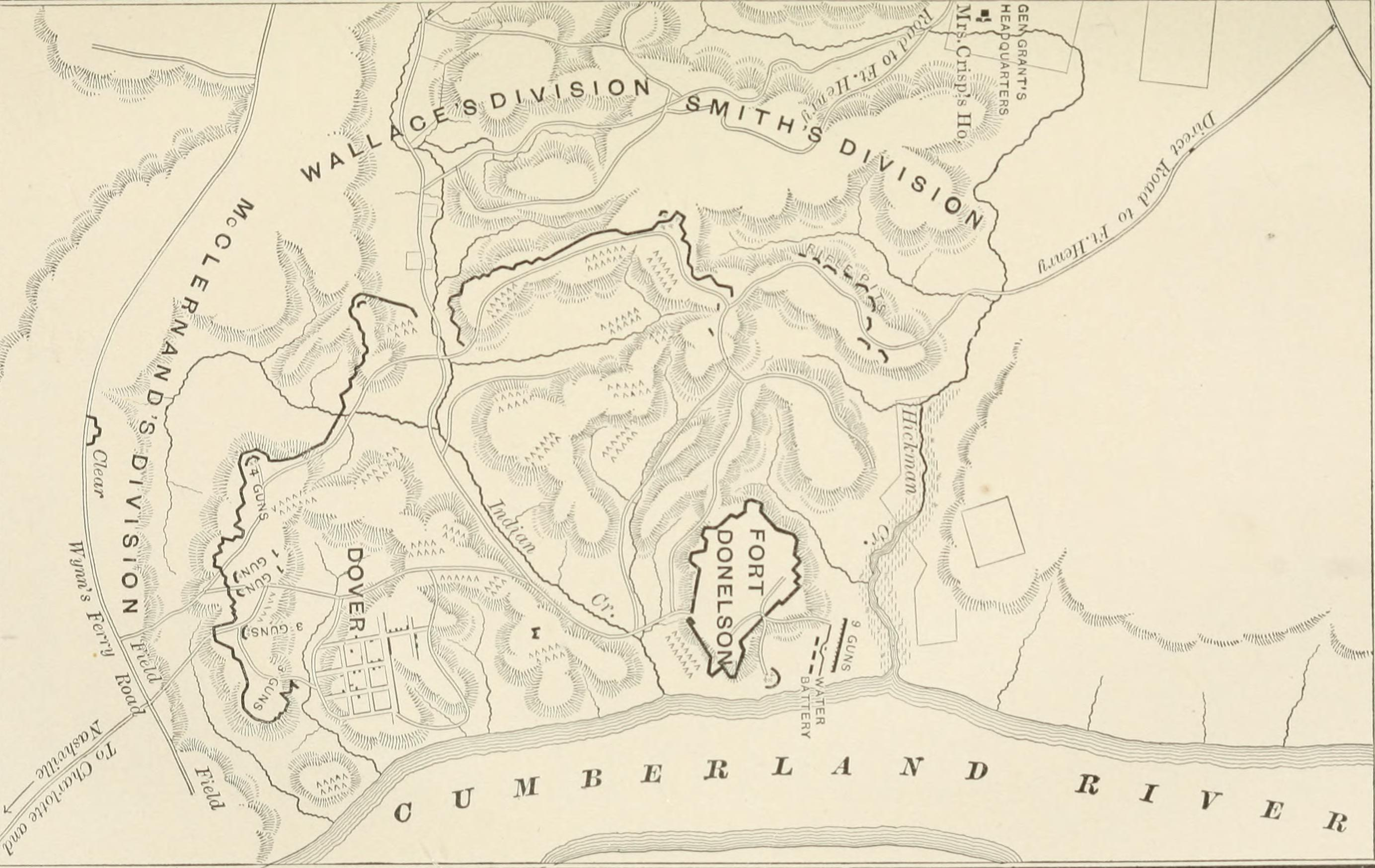
La localizzazione di Fort Donelson sulle sponde del fiume Cumberland.

Fort Donelson poteva contare su non più di 5 000 effettivi. L'Unione avrebbe avuto la possibilità di attaccare Columbus, Donelson e quindi minacciare direttamente Nashville con buone speranze di riuscita; Grant, assieme a Don Carlos Buell, poteva contare su 45-000 uomini fermi temporaneamente a Louisville.
Il Comandante Sudista si rivelerà quantomai preoccupato per la facilità con cui le cannoniere avversarie avevano abbattuto Fort Henry, non capendo che l'alta marea del Tennessee aveva giocato un ruolo cruciale inondandolo: sarà maggiormente timoroso per la minaccia costituita a Buell che non per Grant e sospetterà che le operazioni fluviali intraprese potevano in realtà rappresentare un semplice diversivo.

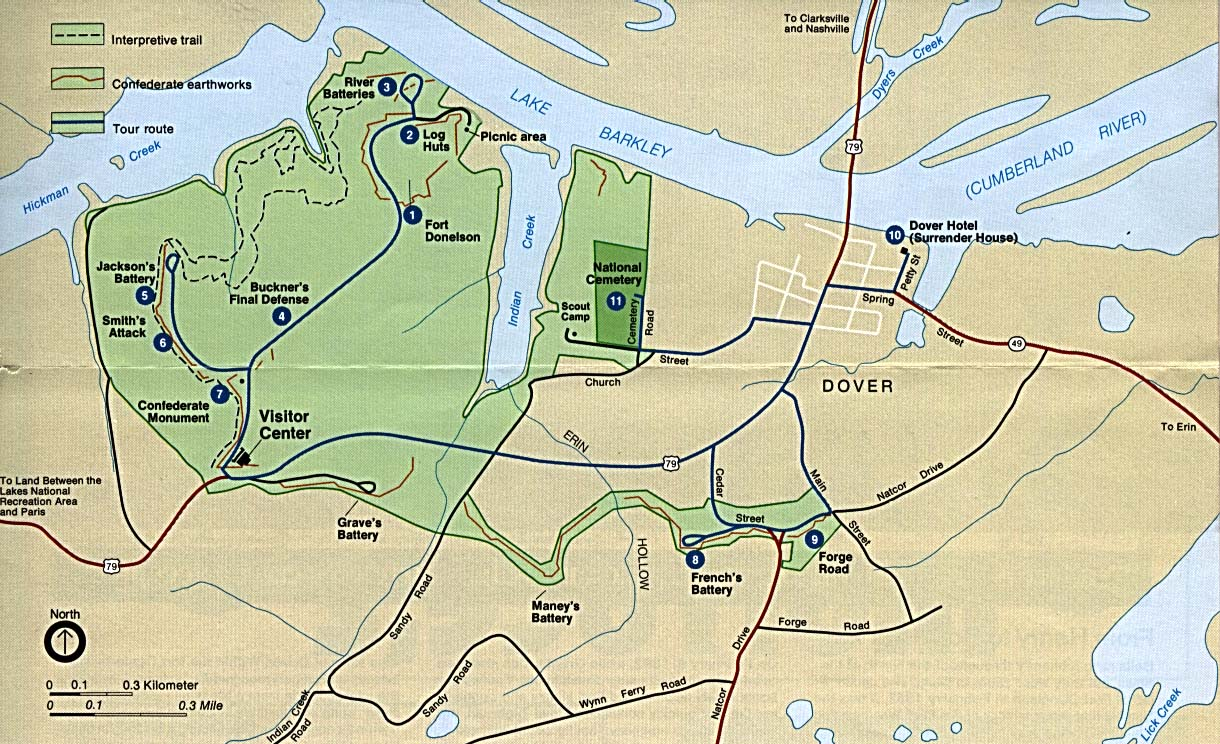
Mappa di Fort Donelson.

Johnston decise una tattica d'azione la quale farà perdere del tutto l'iniziativa su una buona parte della propria linea difensiva, ammettendo tacitamente che la strategia difensiva confederata per mantenere il controllo del Tennessee era solamente una finzione.
Il 7 di febbraio, in un consiglio di guerra tenutosi al "Covington Hotel" di Bowling Green, scelse di abbandonare il Kentucky occidentale ritirando Beauregard da Columbus, evacuando la stessa Bowling Green ed infine spostando le forze lì dislocate a Sud del fiume Cumberland poco davanti a Nashville.
Nonostante i dubbi espressi sulla sua difendibilità, accetterà il consiglio espressogli da Beauregard di rinforzare Fort Donelson con altri 12 000 uomini, ben sapendo che un'eventuale sconfitta avrebbe significato l'inevitabile perdita delle posizioni acquisite nell'intero medio Tennessee, oltre che della vitale città manifatturiera e arsenale di Nashville.
Johnston voleva dare il comando del fortino a Beauregard, che aveva saputo dimostrarsi assai abile nel corso della prima battaglia di Bull Run, ma quest'ultimo declinerà l'invito a causa di una faringite; la responsabilità passò quindi a John Buchanan Floyd, che era appena arrivato dopo un incarico fallito sotto Robert Edward Lee nella Virginia Occidentale
Floyd era ricercato nel Nord per presunte attività cospirative a favore della secessione quando era Segretario alla Guerra nel corso della presidenza di James Buchanan; il suo retaggio era eminentemente politico e non militare, pur trovandosi a coprire il ruolo di brigadiere generale senior sul fronte del Cumberland.
Per quanto riguardava l'Unione anche il Maggior generale Henry Halleck, diretto superiore di Grant come comandante del "Dipartimento del Missouri", si trovava in apprensione; egli aveva autorizzato il proprio sottoposto a sferrare l'attacco contro Fort Henry, ma ora sentiva che continuare anche a Fort Donelson poteva essere assai rischioso. Nonostante il successo ottenuto aveva poca fiducia in lui, considerando che Grant era imprudente; Halleck tenterà di convincere il rivale Buell ad assumere il comando della campagna per coinvolgere le sue forze aggiuntive.
     Confederazione
     Unione

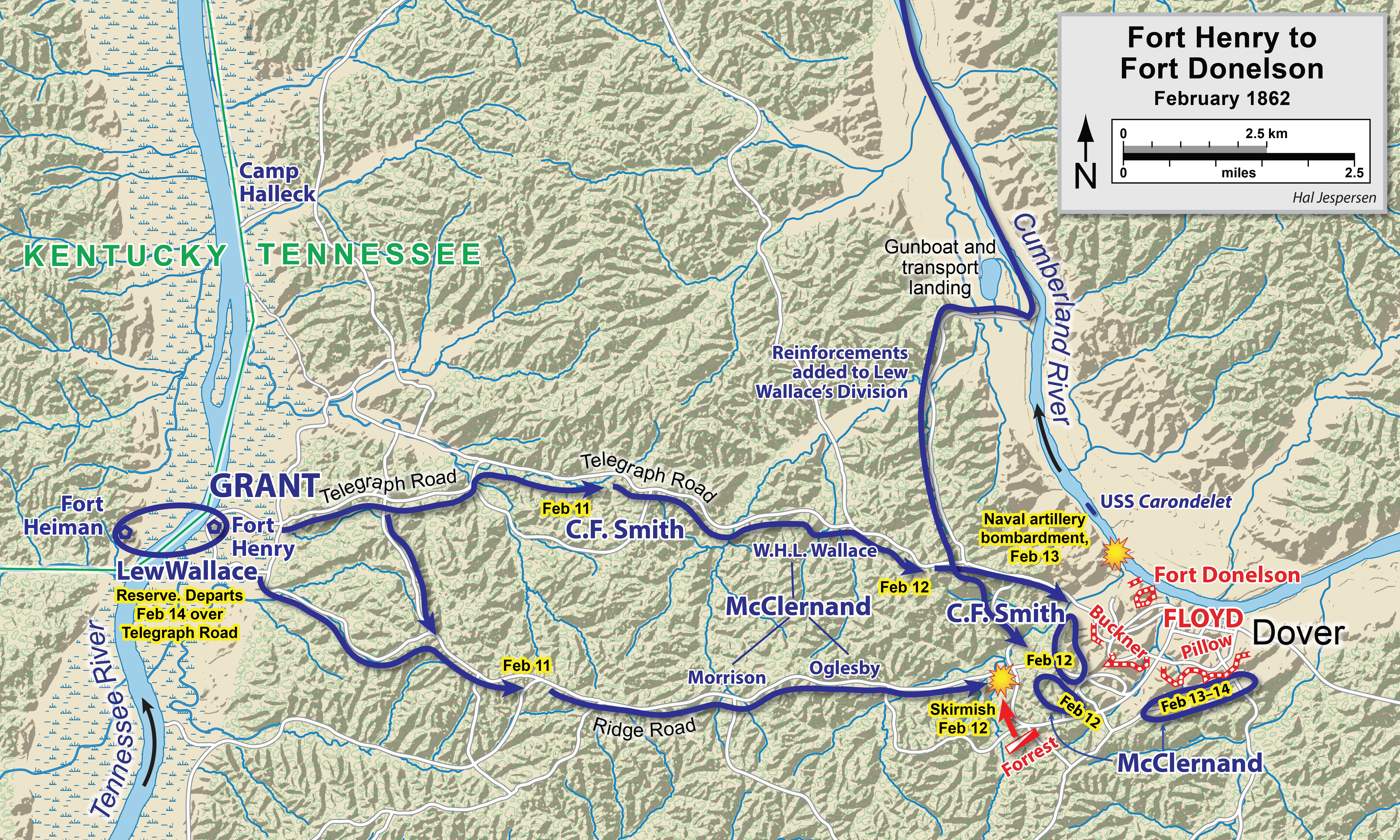
I movimenti di truppe da Fort Henry in direzione di Fort Donelson.
Confederazione
Unione

Nonostante l'alta considerazione dimostrata da Johnston nei riguardi di Buell, questi manteneva un atteggiamento decisamente passivo se confrontato all'intraprendenza e all'aggressività di Grant; egli non sospetterà mai che si stesse considerando l'ipotesi di sollevarlo dall'incarico, ma era altresì ben consapevole che un qualsiasi ritardo o inversione dei piani prestabiliti potesse diventare un'occasione per Halleck di perdere la calma e quindi anche di far annullare l'operazione. Il 6 di febbraio Grant aveva fatto sapere al comandante: "Fort Henry è nostro... Ora prenderò e distruggerò Fort Donelson entro l'8 per poi tornare indietro".
Questa scadenza autoimposta fu eccessivamente ottimistica prevalentemente a causa di 3 fattori: pessime condizioni della strada che conduceva al Forte; la necessità di truppe per trasportare i rifornimenti lontano dalle acque del fiume Tennessee che avevano inondato la zona (l'8 di febbraio Fort Henry risulterà completamente sommerso) ed infine i danni che aveva subito il "Mississippi River Squadron" (Western Gunboat Flotilla) guidato da Andrew Hull Foote nel duello di artiglieria scambiato con gli occupanti di Fort Henry.
Se solo Grant fosse stato in grado di muoversi con estrema rapidità avrebbe anche potuto prendere Fort Donelson già il giorno 8; all'alba dell'11 tenne un consiglio di guerra in cui tutti i generali presenti approvarono i suoi piani d'attacco, con l'eccezione di John Alexander McClernand il quale mantenne qualche riserva. Questo sarà l'ultimo consiglio preliminare che Grant terrà per tutto il resto della durata della guerra.

## Forze in campo

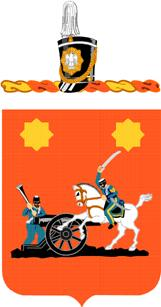
Lo stemma del "2nd Cavalry Regiment".

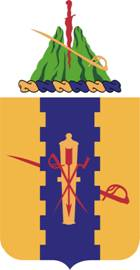
Lo stemma del "4th Cavalry Regiment".

### Ordine di battaglia unionista
| Comando unionista |
| --- |
| - Maggior generale Henry Halleck - Brigadier generale Ulysses S. Grant - Flag Officer Andrew Hull Foote - Brigadier generale John Alexander McClernand - Brigadier generale Charles Ferguson Smith - Brigadier generale Lew Wallace |

L'Armata di Grant del Distretto del Cairo (Illinois) era composto da 3 divisioni, comandate rispettivamente da McClernand, C.F. Smith e Lew Wallace; all'inizio Wallace era un comandante di brigata di riserva a Fort Henry, ma fu convocato il 14 di febbraio e incaricato di riunire una nuova divisione che includeva rinforzi in arrivo a bordo di una nave a vapore, compresa la brigata di Charles Cruft presa in prestito da Buell.
I 2 reggimenti di cavalleria e le 8 batterie di artiglieria sostenevano la fanteria. Complessivamente le forze dell'Unione contavano in circa 25 000 uomini, anche se all'inizio della battaglia ne erano disponibili solo 15 000.

#### Armata del Tennessee: Distretto del Cairo
Brigadier generale Ulysses S. Grant, al comando.
- Capo di stato maggiore: Colonnello Joseph Dana Webster.
- Capo del Genio militare: Colonnello James B. McPherson.
- Assistente Aiutante Generale: Capitano John Aaron Rawlins.

Fonti:.
| Divisioni                                              | Brigate | Reggimenti e Altri |
| ------------------------------------------------------ | --- | --- |

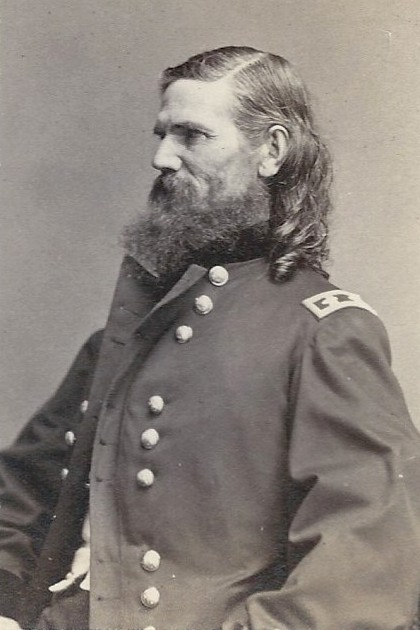
Foto del Luogotenente colonnello Elias Smith Dennis.

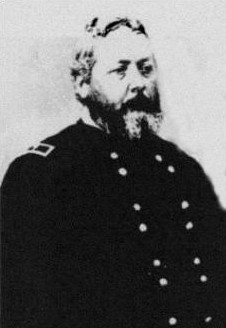
Foto del colonnello Michael Kelly Lawler.

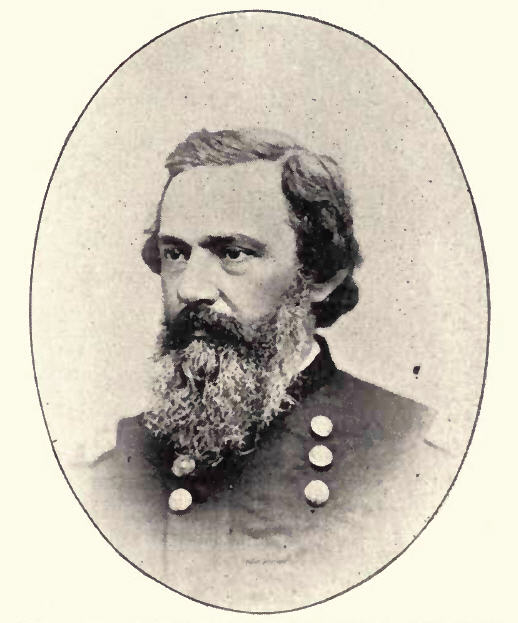
Foto del colonnello John Eugene Smith.

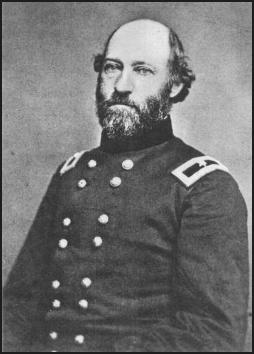
Foto del colonnello Jacob Gartner Lauman.

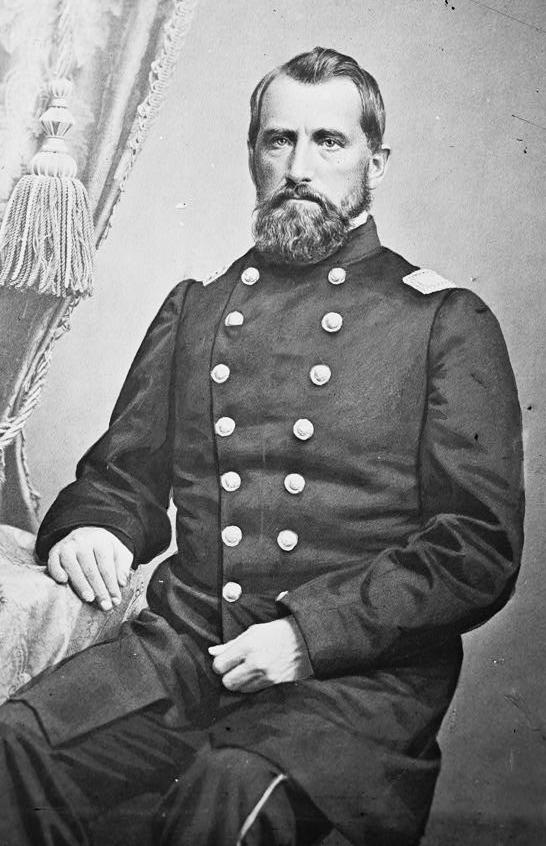
Foto del colonnello James Madison Tuttle.

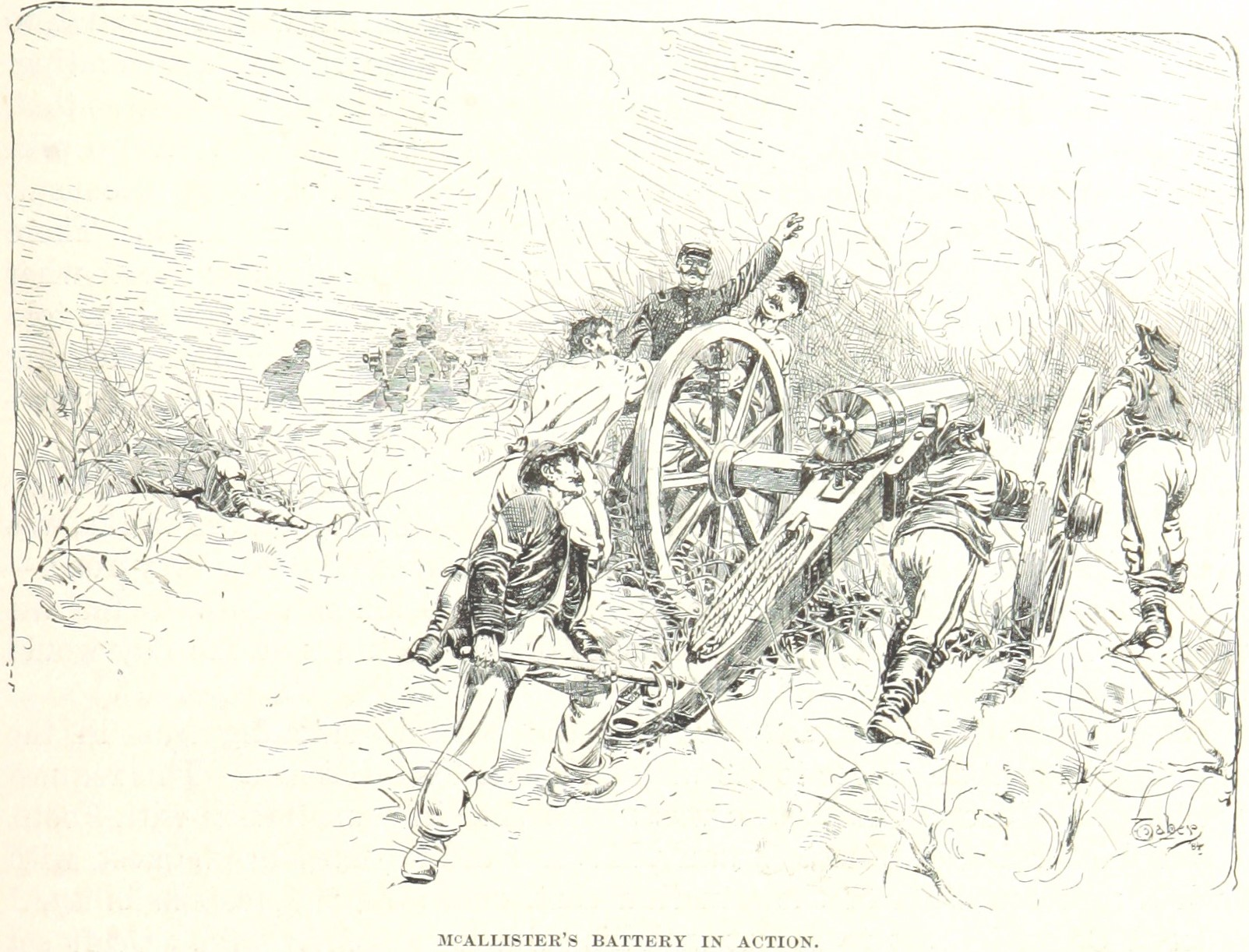
La "Battery "D", 1st Regiment Illinois Volunteer Light Artillery" in azione durante la battaglia.

| 1ª Divisione Brigadier generale John A. McClernand     | 1ª Brigata Morto in combattimento-184, Wounded in action-603, Missing in action-66 = 853 Colonnello Richard James Oglesby                                                                    | - 8th Illinois Volunteer Infantry Regiment: Luogotenente colonnello Frank L. Rhoads - 18th Illinois Volunteer Infantry Regiment: Colonnello Michael Kelly Lawler (ferito), Capitano Daniel H. Brush (ferito), Capitano Samuel B. Marks - 29th Illinois Volunteer Infantry Regiment: Colonnello James S. Reardon - 30th Illinois Volunteer Infantry Regiment: Luogotenente colonnello Elias Smith Dennis - 31st Illinois Volunteer Infantry Regiment: Colonnello John A. Logan (ferito), Capitano Jasper M. Dresser - "Battery "D", 2nd Regiment Illinois Volunteer Light Artillery: Capitano Thomas Larrison - 2nd Regiment Illinois Volunteer Cavalry, Compagnia A e B: Maggiore John J. Mudd (ferito), Capitano John Hotaling - 2nd Cavalry Regiment, Compagnia C; 4th Cavalry Regimen, Compagnia I: Luogotenente James Powell - Independent Illinois Volunteer Cavalry Companies Carmichael: Capitano Eagleton Carmichael - Independent Illinois Volunteer Cavalry Companies Dollins: Capitano James Dollins - Independent Illinois Volunteer Cavalry Companies O'Hartnett: Capitano M. J. O'Harnett - Independent Illinois Volunteer Cavalry Companies Stewart: Luogotenente Ezra King |
| 1ª Divisione Brigadier generale John A. McClernand     | 2ª Brigata Morti in combattimento-99, Wounded in action-350, Missing in action-98 = 547 Colonnello W.H.L. Wallace                                                                            | - 11th Illinois Volunteer Infantry Regiment: Luogotenente colonnello Thomas Edwin Greenfield Ransom (ferito), Maggiore Garnett Nevin - 20th Illinois Volunteer Infantry Regiment: Colonnello Charles Carroll Marsh - 45th Illinois Volunteer Infantry Regiment: Colonnello John Eugene Smith - 48th Illinois Volunteer Infantry Regiment: Colonnello Isham Nicholas Haynie, Luogotenente colonnello Thomas H. Smith (ucciso) - Battery "B", 1st Regiment Illinois Volunteer Light Artillery: Capitano Ezra Taylor - Battery "D", 1st Regiment Illinois Volunteer Light Artillery: Capitano Edward McAllister - 4th Regiment Illinois Volunteer Cavalry: Colonnello Theophilus Lyle Dickey |
| 1ª Divisione Brigadier generale John A. McClernand     | 3ª Brigata Morti in combattimento-28, Wounded in action-105, Missing in action-19 = 152 Colonnello William Ralls Morrison (ferito) Colonnello Isham N. Haynie Colonnello Leonard Fulton Ross | - 17th Illinois Volunteer Infantry Regiment: Colonnello Leonard F. Ross, Maggiore Francis M. Smith, Capitano Henry H. Bush - 49th Illinois Volunteer Infantry Regiment: Luogotenente colonnello Phineas Pease - Battery H, 1st Missouri Artillery - Battery K, 1st Missouri Artillery |
| 2ª Divisione Brigadier generale Charles Ferguson Smith | 1ª Brigata Morti in combattimento-69, Wounded in action-340, Missing in action-20 = 429 Colonnello John McArthur                                                                             | - 9th Illinois Volunteer Infantry Regiment: Luogotenente colonnello Jesse J. Phillips - 12th Illinois Volunteer Infantry Regiment: Luogotenente colonnello Augustus Louis Chetlain - 41st Illinois Volunteer Infantry Regiment: Colonnello Isaac Campbell Pugh |
| 2ª Divisione Brigadier generale Charles Ferguson Smith | 3ª Brigata Morti in combattimento-10, Wounded in action-109, Missing in action-2 = 121 Colonnello John Pope Cook                                                                             | - "7th Illinois Volunteer Infantry Regiment": Luogotenente colonnello Andrew J. Babcock - "50th Illinois Volunteer Infantry Regiment": Colonnello Moses M. Bane - "52nd Illinois Volunteer Infantry Regiment": Colonnello Thomas William Sweeny - 12th Iowa Volunteer Infantry Regiment: Colonnello Joseph J. Wood - 52nd Indiana Infantry Regiment: Colonnello James M. Smith - 13th Missouri: Colonnello Crafts J. Wright - Battery D, 1st Missouri Artillery: Capitano Henry Richardson |
| 2ª Divisione Brigadier generale Charles Ferguson Smith | 4ª Brigata Morti in combattimento-55, Wounded in action-301, Missing in action-1 = 357 Colonnello Jacob Gartner Lauman                                                                       | - 2nd Iowa Volunteer Infantry Regiment: Colonnello James Madison Tuttle - 7th Iowa Volunteer Infantry Regiment: Luogotenente colonnello James Parrott - 14th Iowa Volunteer Infantry Regiment: Colonnello William T. Shaw - 25th Regiment Indiana Infantry: Colonnello James Clifford Veatch - 66th Illinois Volunteer Infantry Regiment (Birge's Western Sharpshooters): Colonnello John W. Birge |
| 2ª Divisione Brigadier generale Charles Ferguson Smith | 5ª Brigata Morti in combattimento-11, Wounded in action-69, Missing in action-0 = 80 Colonnello Morgan Lewis Smith                                                                           | - 11th Regiment Indiana Infantry: Colonnello George Francis McGinnins - 8th Missouri Volunteer Infantry: Maggiore John McDonald |
| 3ª Divisione Brigadier generale Lew Wallace            | 1ª Brigata Morti in combattimento-35, Wounded in action-182, Missing in action-16 = 233 Colonnello Charles Cruft                                                                             | - 31st Regiment Indiana Infantry: Luogotenente colonnello John Osborn, Mag. Fred Arn - 44th Regiment Indiana Infantry: Colonnello Hugh B. Reed - 17th Regiment Kentucky Volunteer Infantry: Colonnello John H. McHenry, Jr. - 25th Regiment Kentucky Volunteer Infantry: Colonnello James Murrell Shackelford |
| 3ª Divisione Brigadier generale Lew Wallace            | 2ª Brigata Morti in combattimento-6, Wounded in action-15, Missing in action-1 = 22 | - 46th Illinois Volunteer Infantry Regiment: Colonnello John A. Davis - 57th Illinois Volunteer Infantry Regiment: Colonnello Silas D. Baldwin - 58th Illinois Volunteer Infantry Regiment: Colonnello William F. Lynch - 20th Ohio Infantry: Colonnello Charles Whittlesey |
| 3ª Divisione Brigadier generale Lew Wallace            | 3ª Brigata Morti in combattimento-3, Wounded in action-24, Missing in action-1 = 28 Colonnello John Milton Thayer                                                                            | - 1st Regiment Nebraska Volunteer Infantry: Luogotenente colonnello William McCord - 58th Ohio Infantry: Luogotenente colonnello Ferdinand F. Rempel - 68th Ohio Infantry: Colonnello Samuel H. Steedman - 76th Ohio Infantry: Colonnello William Burnham Woods |
| 3ª Divisione Brigadier generale Lew Wallace            | Distaccamenti Morti in combattimento-0, Wounded in action-20, Missing in action-0 = 20 | - Battery "A", 1st Regiment Illinois Volunteer Light Artillery: Luogotenente Peter P. Wood - 32nd Illinois Volunteer Infantry Regiment: Capitano Henry Davidson |

La "Western Gunboat Flotilla" sotto l'ufficiale di bandiera Andrew H. Foote consisteva in quattro cannoniere (la nave ammiraglia USS St. Louis, la USS Carondelet, la USS Louisville e la USS Pittsburg) più altre 3 tre imbarcazioni di legno (la USS Conestoga, la USS Tyler e la USS Lexington. Infine la USS Essex e la USS Cincinnati erano state danneggiate a Fort Henry e pertanto rimasero in stato di riparazione.

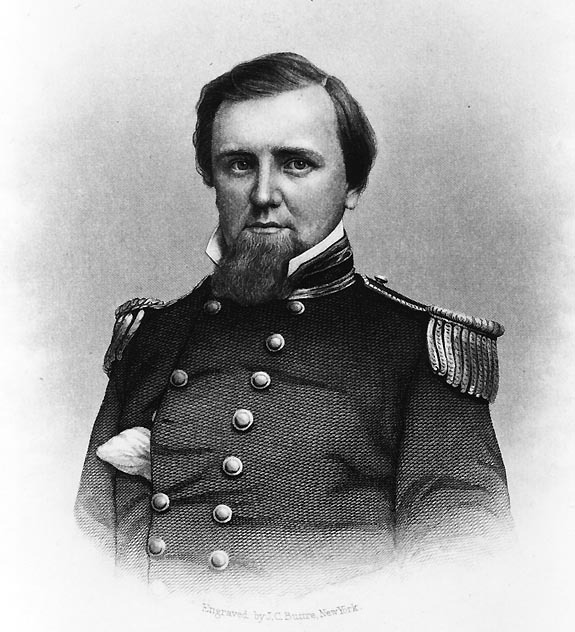
Foto di William Gwin, al comando della USS Tyler.

#### Flottiglia occidentale
- Flag Officer Andrew Hull Foote (ferito)

| Classe                         | Vascello |
| ------------------------------ | --- |
| Classe City, Nave da battaglia | USS. St. Louis, Baron DeKalb); Luogotenente Leonard Paulding (Morti in combattimento-2, Wounded in action-8, Missing in action-0 = 10) |
| Classe City, Nave da battaglia | USS Carondelet; Comandante Henry A. Walke (Morti in combattimento-5, Wounded in action-28, Missing in action-0 = 33)                   |
| Classe City, Nave da battaglia | USS Louisville; Comandante Benjamin M. Dove (Morti in combattimento-4, Wounded in action-5, Missing in action-0 = 9)                   |
| Classe City, Nave da battaglia | USS Pittsburgh; Luogotenente Egbert Thompson (Morti in combattimento-0, Wounded in action-2, Missing in action-0 = 2)                  |
| "Timberclad"                   | USS Tyler; Luogotenente William Gwin                                                                                                   |
| "Timberclad"                   | USS Conestoga; Luogotenente Seth Ledyard Phelps                                                                                        |
| "Timberclad"                   | USS Lexington; Luogotenente James W. Shirk                                                                                             |

#### Rear Guard
Queste unità sono state assegnate al distretto del Cairo ma sono state preposte ai servizi di guardia e non hanno quindi preso parte alla campagna contro Fort Donelson.
| Sede                     | Brigate                                                | Reggimenti e Altri |
| ------------------------ | ------------------------------------------------------ | --- |
| "Bird's Point", Missouri | 4ª Brigata (1ª Divisione) Colonnello James Dada Morgan | - 10th Illinois Volunteer Infantry Regiment: Luogotenente colonnello John Tillson - 16th Illinois Volunteer Infantry Regiment: Colonnello Robert F. Smith - 22nd Illinois Volunteer Infantry Regiment: Luogotenente colonnello Harrison E. Hart - 10th Iowa Volunteer Infantry Regiment: Colonnello Nicholas Perczel |
| Cairo (Illinois)         | Brigata Brigadier generale Eleazer Arthur Paine        | - 51st Illinois Volunteer Infantry Regiment: Colonnello Gilbert W. Cumming - Artiglieria, 4 batterie |

### Ordine di battaglia confederato
| Comando confederato |
| --- |
| - Generale Albert Sidney Johnston - Brigadier generale Bushrod Rust Johnson - Brigadier generale Gideon Johnson Pillow - Brigadier generale John Buchanan Floyd - Brigadier generale Simon Bolivar Buckner - Luogotenente colonnello Nathan Bedford Forrest |

La forza confederata di Floyd - composta da circa 17 000 effettivi - consisteva in 3 divisioni (Army of Central Kentucky), truppe di guarnigione e cavalleria collegata; queste 3 erano comandate rispettivamente da Floyd (sostituito dal colonnello Gabriel C. Wharton quando il primo prese il comando di tutte le forze dispiegate), dal Brigadier Generale Bushrod Johnson ed infine da Simon Bolivar Buckner.
Durante la battaglia, Johnson, l'ufficiale del genio che comandò brevemente il Forte alla fine di gennaio, fu effettivamente sostituito dal Brigadier generale Gideon J. Pillow (già avversario di Grant alla battaglia a Belmont (1861)); questi, che giunse il 9 di febbraio, fu rimosso dal comando generale quando arrivò il più anziano Floyd. Le truppe della guarnigione erano comandate dal colonnello John W. Head; mentre la cavalleria dal Nathan B. Forrest.
Il nome del fortino è stato scelto in onore del generale Daniel S. Donelson, il quale decise il sito e ne iniziò la costruzione nel 1861; era considerevolmente meglio posizionato rispetto a Fort Henry. Si innalzò di circa 30 m su 100 acri di terreno ben asciutto rivolto al fiume Cumberland, il che gli consentirà di lanciare il proprio fuoco contro le cannoniere attaccanti, un vantaggio che Fort Henry non poté mai avere.

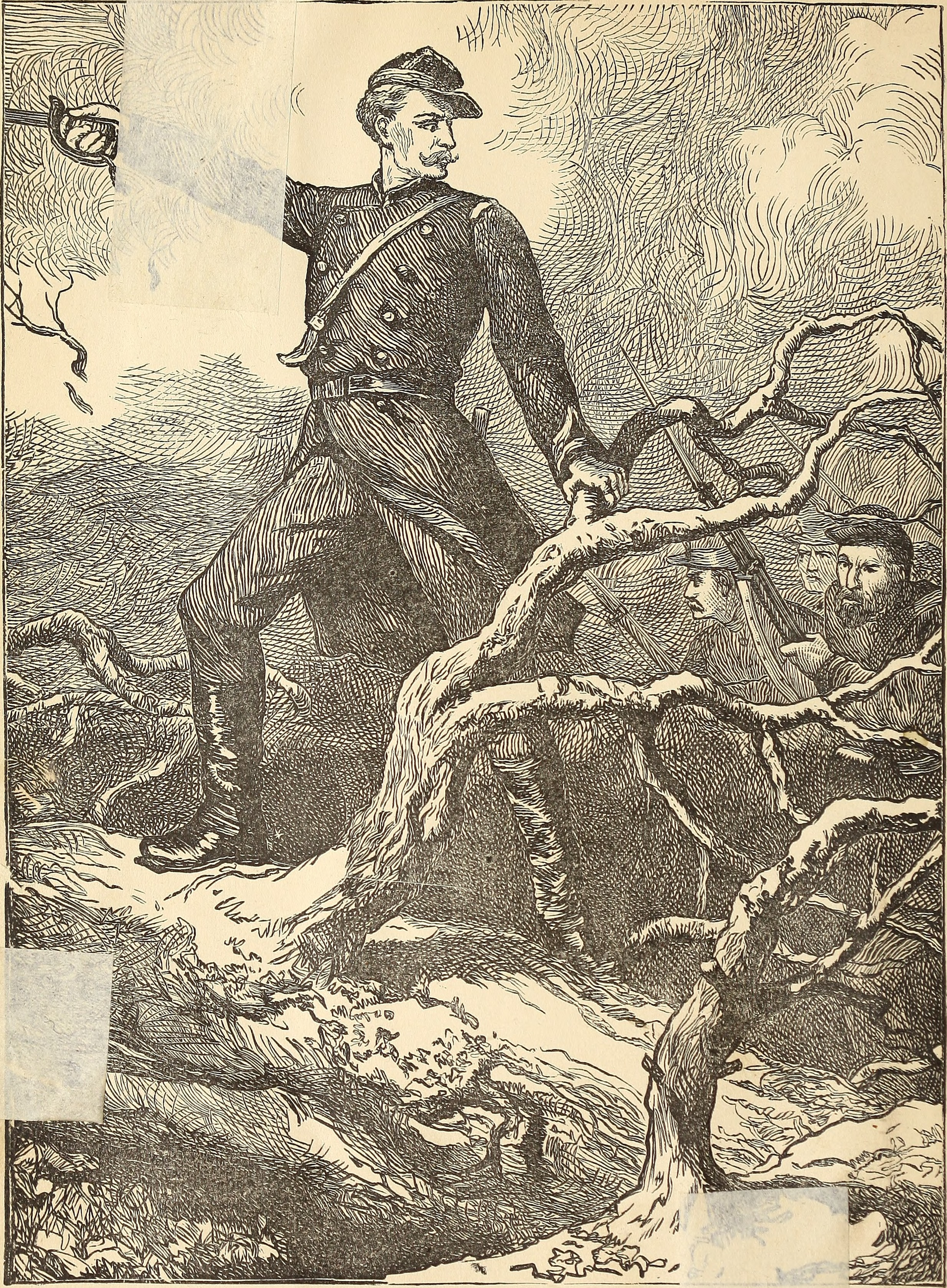
Rappresentazione di un'abbattuta durante la guerra civile americana.

Le batterie del fiume comprendevano 12 cannoni: 10 smoothbore da 32 libbre, 2 da 9 libbre, un obice da 8 pollici, un cannone rigato da 6,5 pollici (128 libbre) ed infine anche un Columbiade da 10 pollici. Vi erano almeno 5 km di trincee a semicerchio tutt'attorno e nei pressi della piccola cittadina di Dover (Tennessee); queste, situate su una dorsale imponente e fronteggiate da una fitta abbattuta di alberi e rami tagliati conficcati nel terreno e rivolti verso l'esterno, erano sostenute dall'artiglieria e presidiate da Buckner e dalle truppe di Bowling Green sulla destra; mentre Johnson/Pillow si trovavano sulla sinistra (con il fianco vicino al fiume).
Di fronte ai confederati, da sinistra a destra, c'erano Smith, Lew Wallace (che arrivò il 14 di febbraio) e McClernand. Il fianco destro di McClernand, che si trovò di fronte Pillow, aveva uomini insufficienti per poter avanzare; attraverso il centro della linea confederata correva la paludosa insenatura indiana, un punto presidiato principalmente dall'artiglieria che lo sovrastava da ogni lato.

#### Army of Central Kentucky
- Generale Albert Sidney JohnstonNon presente

##### Fort Donelson
- Brigadier generale Bushrod R. Johnson (9 febbraio)
- Brigadier generale Gideon J. Pillow (9-13 febbraio)
- Brigadier generale John B. Floyd (13-16 febbraio)

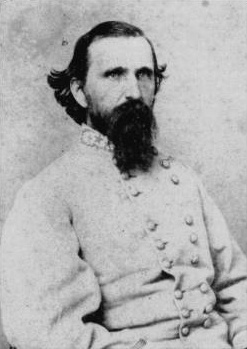
Foto del Colonnello John Calvin Brown.

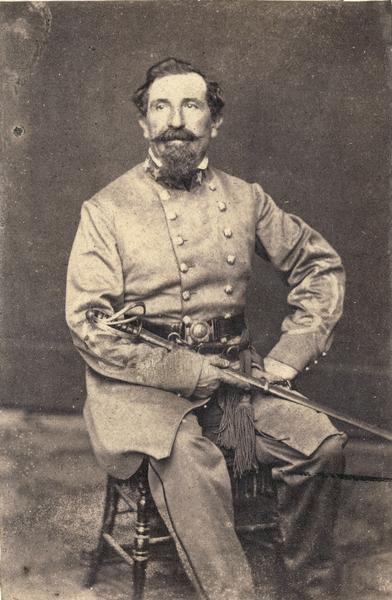
Foto del Colonnello Adolphus Heiman.

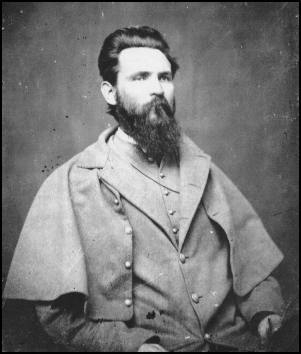
Foto del Colonnello John Gregg.

Vessillo del 1st Mississippi Infantry.

Vessillo della Virginia Infantry.

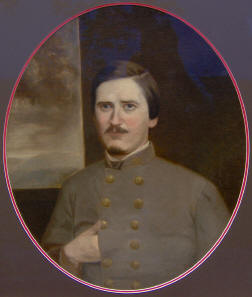
Ritratto di Rice Evan Graves, capitano della Graves Kentucky Battery.

- Brigadier generale Simon B. Buckner, Sr. (16 febbraio)

Fonti:.
| Divisioni                                                                                | Brigate                                                                                    | Reggimenti e Altri |
| ---------------------------------------------------------------------------------------- | ------------------------------------------------------------------------------------------ | --- |
| Ala destra Brigadier generale Simon B. Buckner, Sr.                                      | 2ª Brigata (unificata alla 3ª Brigata)                                                     | - 2nd Kentucky Infantry: Colonnello Roger Weightman Hanson - 14th Mississippi: Maggiore Washington Doss - 41st Tennessee: Colonnello Robert Farquharson |
| Ala destra Brigadier generale Simon B. Buckner, Sr.                                      | 3ª Brigata Colonnello John Calvin Brown                                                    | - 3rd Tennessee: Luogotenente colonnello Thomas Gordon (ferito), Maggiore N. F. Cheairs - 18th Tennessee: Colonnello Joseph Benjamin Palmer - 32nd Tennessee: Colonnello Edmond Cook |
| Ala sinistra Brigadier generale Gideon Johnson Pillow Brigadier generale Bushrod Johnson | 1ª Brigata Colonnello Adolphus Heiman                                                      | - 27th Alabama: Colonnello Adolphus Hughes - 10th Tennessee: Luogotenente colonnello Randal William McGavock - 42nd Tennessee: Colonnello William Andrew Quarles - 48th Tennessee: Colonnello William Voorhies - 53rd Tennessee: Colonnello Alfred Abernathy, Luogotenente colonnello Thomas F. Winston |
| Ala sinistra Brigadier generale Gideon Johnson Pillow Brigadier generale Bushrod Johnson | 2ª Brigata Colonnello Thomas J. Davidson Colonnello John M. Simonton Colonnello John Gregg | - 8th Kentucky Infantry: Luogotenente colonnello Hylan Benton Lyon - 1st Mississippi Infantry: Colonnello John M. Simonton, Luogotenente colonnello A. S. Hamilton - 23rd Mississippi: Luogotenente colonnello Joseph Wells - 7th Texas: Colonnello John Gregg |
| Ala sinistra Brigadier generale Gideon Johnson Pillow Brigadier generale Bushrod Johnson | 3ª Brigata Colonnello Joseph Drake                                                         | - 3rd Alabama Battalion: Maggiore John Garvin - 15th Arkansas Infantry Regiment (Johnson): Colonnello James M. Gee - 4th Mississippi: Maggiore Thomas Adaire |
| Ala sinistra Brigadier generale Gideon Johnson Pillow Brigadier generale Bushrod Johnson | 4ª Brigata (Fort Donelson Garrison) Colonnello John W. Head                                | - 30th Tennessee: Colonnello John W. Head - 49th Tennessee: Colonnello James Bailey - 50th Tennessee: Colonnello Cyrus Sugg - 1st Tennessee: Maggiore Steven Colms - Stankiewicz's Tennessee Battery: Luogotenente Peter Stankiewicz |
| Ala sinistra Brigadier generale Gideon Johnson Pillow Brigadier generale Bushrod Johnson | 5ª Brigata Colonnello Gabriel Colvin Wharton                                               | - 51st Virginia Infantry: Luogotenente colonnello James Massie - 56th Virginia Infantry: Colonnello Phillip Slaughter |
| Ala sinistra Brigadier generale Gideon Johnson Pillow Brigadier generale Bushrod Johnson | 6ª Brigata Colonnello John McCausland                                                      | - 20th Mississippi: Maggiore William Brown - 36th Virginia Infantry: Luogotenente colonnello Leigh Reid - 50th Virginia Infantry: Maggiore Charles Thorburn |
| Ala sinistra Brigadier generale Gideon Johnson Pillow Brigadier generale Bushrod Johnson | 7ª Brigata Colonnello William Edwin Baldwin                                                | - 26th Mississippi: Colonnello Arthur Reynolds - 26th Tennessee: Colonnello John Lillard |
| Unità collegate                                                                          | Brigata di cavalleria Luogotenente colonnello Nathan B. Forrest                            | - 3rd Tennessee Cavalry: Luogotenente colonnello Nathan Bedford Forrest - 9th Tennessee Cavalry: Luogotenente colonnello George Gantt - 1st Kentucky Cavalry, Compagnia D: Capitano S.B. Williams - 1st Kentucky Cavalry, Compagnia G: Capitano M.D. Willcox - 1st Kentucky Cavalry, Compagnia K: Capitano James Huey - Melton's Kentucky Cavalry Company: Capitano James Melton - 11th Tennessee Cavalry, Compagnia E: Capitano William Gordon - 11th Tennessee Cavalry, Compagnia F: Capitano William Martin                                                |
| Unità collegate                                                                          | Artiglieria Luogotenente colonnello Milton Haynes                                          | - Culbertson's Tennessee Battery: Capitano Jacob Culbertson - French's Virginia Battery: Capitano Napoleon B. French - Graves Kentucky Battery: Capitano Rice Evan Graves - Green Kentucky Battery: Capitano Henry Green - Guy Virginia Battery: Capitano John Guy - Jackson Virginia Battery: Capitano Thomas Jackson - Maney Tennessee Battery: Capitano Frank Maney (ferito) - Parker Battery: Capitano A.H. Parker - Porter Tennessee Battery: Capitano Thomas Porter (ferito), Luogotenente John W. Morton - Ross Tennessee Battery: Capitano Ruben Ross |

Grant decise di proseguire l'avanzata e spostò le proprie truppe verso Fort Donelson, controllato dai confederati.

## Battaglia

### Movimenti e attacchi preliminari
Il giorno 12 la maggior parte delle armate dell'Unione era ormai partita da Fort Henry, mentre rimanevano ancora in attesa del ritorno delle cannoniere e l'arrivo di truppe aggiuntive che avrebbero aumentato le loro forze effettive portandole fino a circa 25 000 uomini; procedettero a ritmo serrato per circa 8 km sulle due strade principali di collegamento tra i due forti.
Rimarranno altresì rallentati per gran parte della giornata per colpa delle incursioni effettuate dalla cavalleria di N. B. Forrest; queste, mandate da Buckner, avvisteranno un distaccamento dalla divisione di McClernand e apriranno il fuoco contro di loro. Ne seguirà una breve scaramuccia fintanto ché non giunsero gli ordini di Buckner per farla rientrare immediatamente nei trinceramenti.
Gli unionisti poterono in tal modo avvicinarsi alla 1ª linea di difesa confederata, mentre cercavano nel contempo di coprire qualsiasi loro possibile via di fuga; la divisione di McClernand sancì il diritto dell'esercito di Grant - assieme a quello di C.F. Smith - di formare l'Ala sinistra dello schieramento.

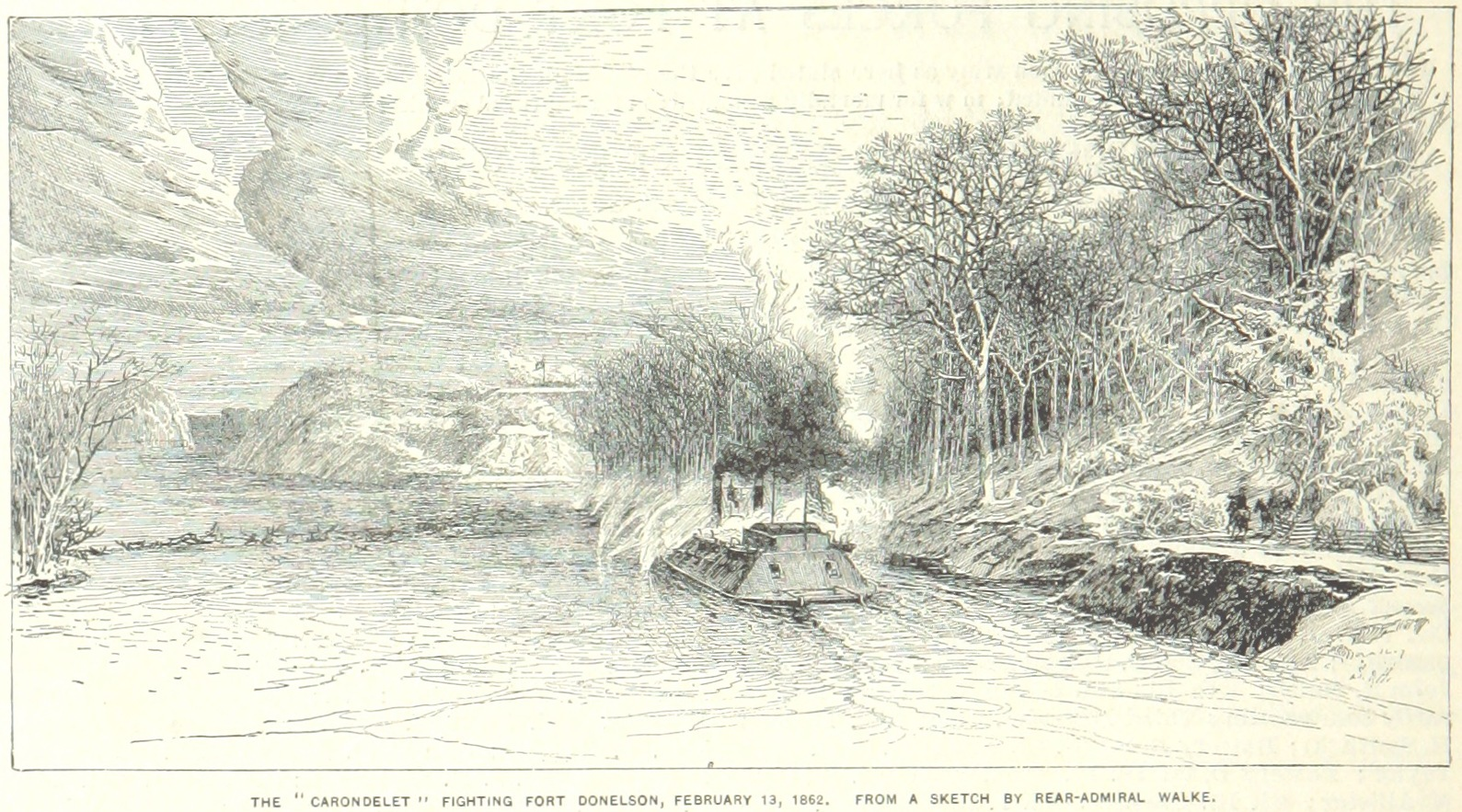
La USS Carondelet all'attacco del forte, in una stampa del 1887.

La USS Carondelet sarà la prima cannoniera ad arrivare sul fiume e comincerà prontamente a sparare numerosi proiettili in direzione del forte, testando così le sue difese prima di ritirarsi. Grant stabilirà il proprio quartier generale vicino al lato sinistro della linea del fronte, nella casa della vedova Crisp.
Tra i Sudisti già il giorno precedente Buckner inoltrerà gli ordini - provenienti da Floyd e diretti a Pillow - di far uscire le truppe asserragliate per poter operare più liberamente a Sud del fiume, vicino a Cumberland City, dove sarebbero stati in grado di attaccare le linee di rifornimento dell'Unione mantenendo al contempo un chiaro percorso aperto verso Nashville; tuttavia questa tattica avrebbe lasciato sguarnite le difese del Forte, rimanendo pertanto in netta inferiorità numerica.
Pillow partirà la mattina preso del giorno 12 per cercare di poter ridiscutere questi ordini con lo stesso Floyd, lasciando Buckner a capo di Donelson; subito dopo aver sentito le esplosioni del fuoco dell'artiglieria, ritornerà velocemente indietro per riprendere il comando. Dopo gli eventi della giornata Buckner rimase per comandare l'Ala destra confederata. Con il sopraggiungere dell'esercito di Grant Johnston ordinerà a Floyd di prendere qualsiasi contingente rimasto a Clarksville (Tennessee) per portare il soccorso necessario nella difesa del fortino.

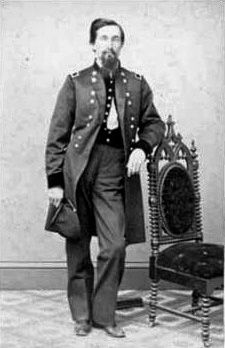
Foto del Colonnello unionista John Pope Cook.

Il giorno 13 verranno effettuati diversi piccoli attacchi con l'intento di sondare le difese confederate, essenzialmente ignorando gli espliciti ordini dati da Grant di non provocare alcun confronto che impegnasse in uno scontro generale; sulla sinistra dell'Unione C.F. Smith invierà 2 delle sue 4 brigate (alla cui guida vi erano Jacob Gartner Lauman e di John Pope Cook) per testare le difese avversarie lungo la propria linea del fronte. Gli attaccanti subiranno lievi perdite e non riusciranno ad ottenere alcun apprezzabile risultato, ma Smith sarà in grado di mantenere un fastidioso fuoco di disturbo per tutta la notte.
A destra anche McClernand ordinerà un attacco non autorizzato; ai 2 reggimenti della brigata di W. R. Morrison, insieme al 48° Illinois di W.H.L. Wallace, fu ordinato di rendere inoffensiva una batteria d'artigliera (la "Redan Number 2") che aveva afflitto senza sosta la loro posizione.
Isham N. Haynie, colonnello del 48° Illinois, era di "rango senior" rispetto a Morrison; anche se posto alla guida di 2 dei 3 reggimenti, quest'ultimo si offrirà di consegnare le redini del comando una volta che l'attacco era già in corso: tuttavia Morrison rimarrà ferito. Per ragioni rimaste sconosciute Haynie non riuscirà mai a prendere pienamente il controllo della situazione e l'attacco finirà con l'essere respinto. Alcuni feriti catturati bruceranno vivi a causa degli incendi accesi dal fuoco dell'artiglieria.

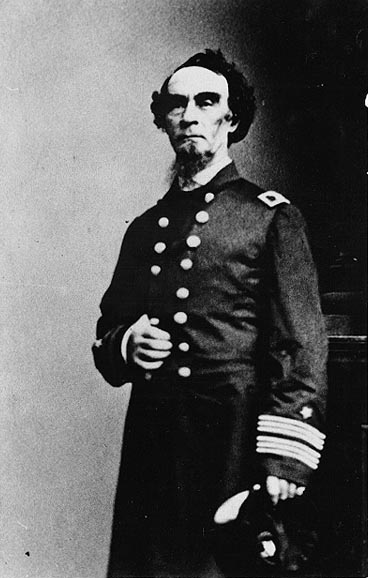
Foto dell'ufficiale dell'Union Navy Henry A. Walke.

Grant aveva comandato ad Henry A. Walke di portare la USS Carondelet sul fiume per cercare di creare un diversivo aprendo direttamente il fuoco sul forte; i confederati però risponderanno con i colpi delle loro armi a lungo raggio e dopo un po' colpiranno in pieno la cannoniera. Walke si troverà quindi costretto a ritirarsi per diverse miglia, ma presto ritornerà indietro continuando a bombardare le batterie a pelo dell'acqua.
McClernand nel frattempo stava tentando di far avanzare i propri uomini verso il fiume, ma si imbatterà in serie difficoltà a causa di una batteria di cannoni confederata.; alla fine constaterà di non avere abbastanza effettivi per poter portare a termine con successo l'operazione; Grant opterà pertanto per far richiamare altre truppe di rinforzo. Manderà un dispaccio a Wallace, che era stato lasciato a Fort Henry, ordinandogli di portare subito i suoi uomini a Donelson.
Nel frattempo con l'arrivo di Floyd al forte Pillow assumerà il comando della sinistra confederata; sentendosi però sopraffatto dalla situazione Floyd lascerà la maggior parte dei compiti di comando a Pillow e a Buckner. Al termine della giornata si erano verificate diverse schermaglie, ma le posizioni di ognuno dei lati contrapposti erano rimaste sostanzialmente le stesse. La nottata proseguirà con entrambe le parti impegnate a combattere contro il freddo.
Sebbene il tempo fosse stato prevalentemente piovoso fino a questo punto della campagna, una bufera si abbatterà improvvisamente la notte del 13 di febbraio, con forti venti che porteranno le temperature ad abbassarsi fino a -12 °C e a depositare più di 8 cm di neve entro la mattinata successiva; fucili e cannoni erano rimasti parzialmente congelati sul terreno.
A causa della vicinanza delle linee nemiche e della costante attività dei tiratori scelti i soldati Nordisti non potranno neppure accendere i fuochi da campo né per scaldarsi né tantomeno per cucinare, ed entrambe le parti passarono quella notte immersi nei disagi, essendo molti di loro arrivati senza coperte né capotti.

### Rinforzi e battaglia navale
Alle ore 13:00 del giorno 14 Floyd terrà un ennesimo consiglio di guerra nel suo quartier generale presso l'Hotel Dover; vi era un accordo generale sul fatto che il mantenimento del controllo di Fort Donelson a lungo andare fosse con molta probabilità del tutto insostenibile; Pillow fu designato per condurre un tentativo di evasione, evacuare il forte e marciare a tappe forzate in direzione di Nashville.
Le truppe verranno immediatamente posizionate subito dietro le linee e l'assalto fu pronto, ma all'ultimo minuto un tiratore scelto dell'Unione ucciderà l'aiutante di campo di Pillow; questi, normalmente piuttosto aggressivo in battaglia, rimarrà alquanto innervosito e quindi annuncerà che dal momento in cui il loro movimento era stato rilevato il piano doveva essere posticipato. Floyd era furioso per questo cambiamento di programma, ma a quel punto era troppo tardi per poter procedere in alcun modo.
Verso mezzogiorno di quella stessa giornata la brigata di Lew Wallace arrivò da Fort Henry, mentre la flottiglia di Foote giunse sul fiume in vista de forte entro la metà del pomeriggio, portando con sé 6 cannoniere e 10 000 ulteriori effettivi come rinforzi imbarcati su 12 navi da trasporto. Wallace riunirà queste nuove truppe in una 3ª divisione composta da 2 brigate guidate da John M. Thayer e Charles Cruft, occupando il centro della linea esattamente fronte alle trincee confederate. Ciò fornirà truppe sufficienti per estendere il fianco destro di McClernand, spostando così la brigata di John McArthur dalla riserva ad una posizione da cui intendevano ridurre il gap di 370 m all'alba seguente.

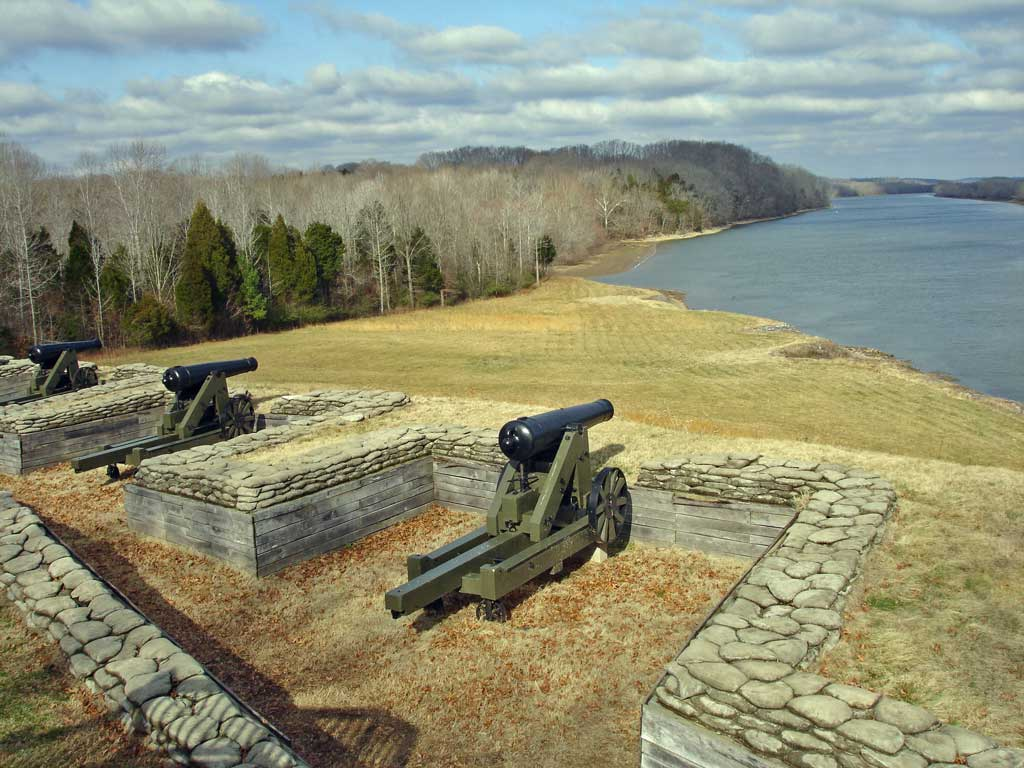
Parte della batteria inferiore a Fort Donelson, affacciata sul fiume Cumberland.

Non appena giunto Foote Grant lo esorterà ad attaccare le batterie del fortino che tenevano sotto un tiro incrociato le rive del fiume; sebbene l'ufficiale dell'Union Navy fosse riluttante a procedere prima di un'adeguata ricognizione dell'area, mosse le sue cannoniere vicino alla riva alle ore 15:00 e aprì il fuoco, proprio come aveva già fatto a Fort Henry. I confederati attenderanno che le cannoniere si trovassero entro 370 m per rispondere a loro volta; l'artiglieria colpirà la flotta e l'assalto dovette bruscamente terminare alle 16.30.

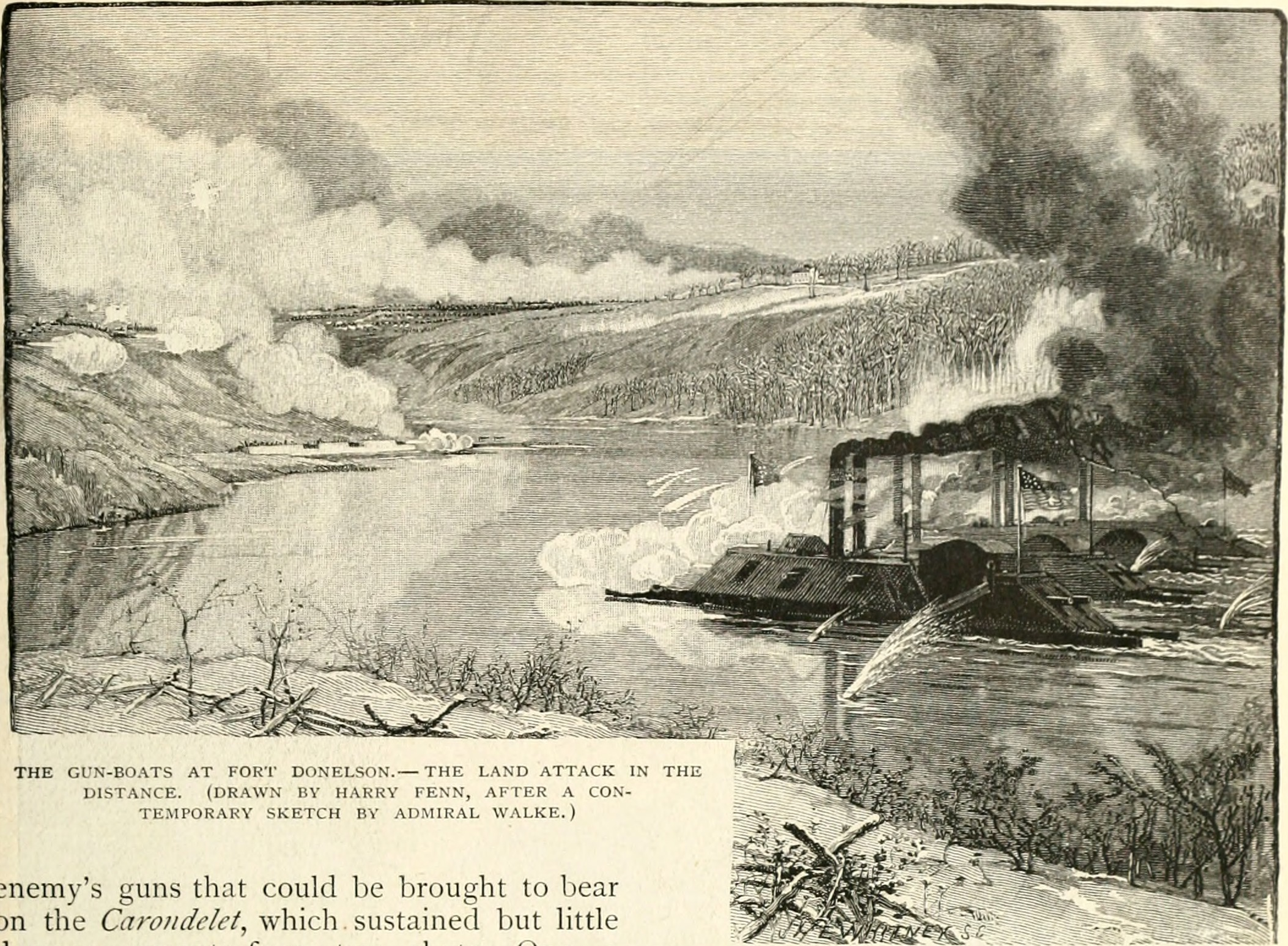
Illustrazione ritraente l'attacco di una delle cannoniere il 14 di febbraio.

Foote rimarrà ferito accidentalmente ad un piede; la timoniera della sua nave ammiraglia, la USS St. Louis, fu spazzata via e sarà quindi costretta a salpare lasciandosi trascinare dalla corrente verso il basso corso del fiume. Anche la USS Louisville verrà danneggiata, mentre la USS Pittsburg comincerà ad imbarcare
acqua; il danno subito risulterà essere significativo e la flotta dovrà ritirarsi a valle.
Dei 500 proiettili sparati dai confederati, la USS St. Louis verrà colpita per 59 volte, la USS Carondelet per 54, la USS Louisville per 36 ed infine la USS Pittsburg per 20 volte. Foote aveva calcolato assai male l'assalto.
Lo storico Kendall Gott ha suggerito che sarebbe stato molto più prudente rimanere il più lontano possibile e usare i cannoni a lungo raggio della flotta per contrastare il forte; un'alternativa avrebbe potuto essere quella di sovraccaricare gli attacchi alle batterie, probabilmente di notte, come sarebbe stato fatto in seguito con successo nel corso della campagna di Vicksburg del 1863. Superate le batterie fisse del fiume Fort Donelson sarebbe stato praticamente indifeso.
     Confederazione
     Unione

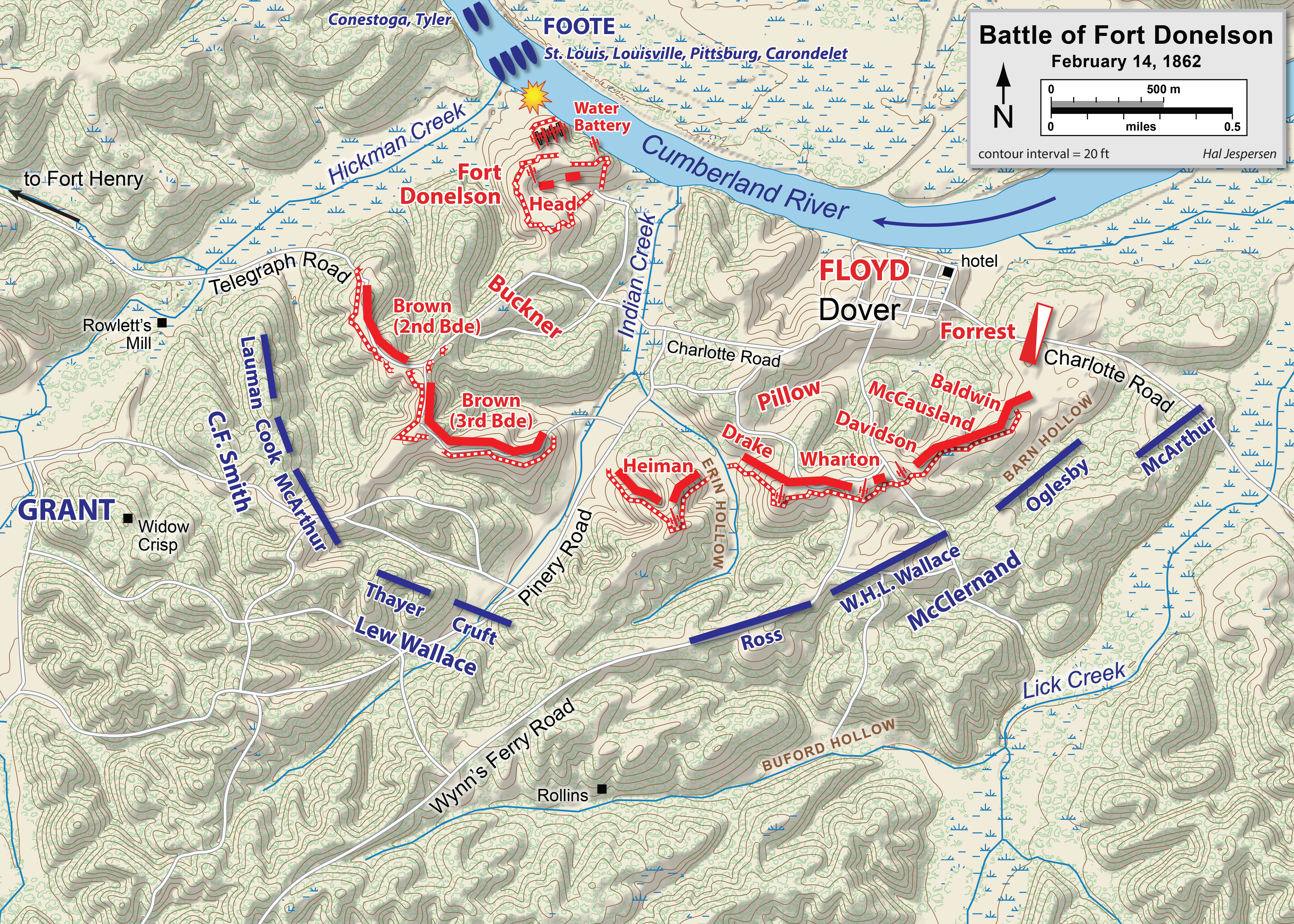
Le posizioni la sera del 14.
Confederazione
Unione

Rimarranno uccisi 80 marinai e 44 furono feriti, mentre i confederati non ebbero alcuna perdita; il capitano Joseph Dixon era stato colpito a morte alle batterie del fiume il giorno prima durante il bombardamento effettuato dalla USS Carondelet. A terra intanto i soldati Nordisti meglio armati circonderanno completamente i Sudisti, mentre le imbarcazioni dell'Unione - sebbene danneggiate - continueranno a controllare ancora il fiume.
Grant si renderà però ben presto conto che qualsiasi successo avrebbe dovuto essere condotto dall'esercito senza poter contare su un forte supporto navale; manderà quindi a dire ad Halleck che avrebbe dovuto ricorrere a un assedio. Il forte era oramai completamente circondato..

### Tentativo di forzare il blocco
Nonostante il loro inaspettato successo navale i generali confederati erano tuttavia ancora molto scettici riguardo alle proprie possibilità e pertanto tennero un altro consiglio di guerra a tarda notte, dove decideranno di ritentare l'attuazione del piano di fuga precedentemente abortito; all'alba del giorno 15 lanceranno un assalto a sorpresa guidato da Pillow contro la divisione di McClernand sul fianco destro non protetto della linea dell'Unione cercando di aprirsi un varco per la ritirata.
Le truppe Nordiste, incapaci di dormire in mezzo al gelo di quella stagione innevata, non saranno colte interamente alla sprovvista; ma Grant invece sì. Non attendendosi in alcuna maniera un assalto di terra, sveglio già prima dell'alba si era diretto a visitare Foote sulla sua nave ammiraglia fermatasi a valle; lascerà ordini perentori perché nessuno dei suoi generali iniziasse autonomamente uno scontro e nessuno di loro sarà quindi designato come 2° in comando durante la sua assenza.
Il piano confederato prevedeva che Pillow allontanasse McClernand e prendesse velocemente il controllo delle strade principali per Nashville; Buckner avrebbe dovuto intanto spostare la sua divisione lungo la "Wynn's Ferry Road" e agire come retroguardia per il resto dell'esercito mentre esso si ritirava da Fort Donelson e si muoveva verso Est. Un reggimento solitario della divisione di Buckner - il 30° Tennessee - era invece designato a rimanere nelle trincee ed impedire un qualsiasi abbozzo d'inseguimento federale.

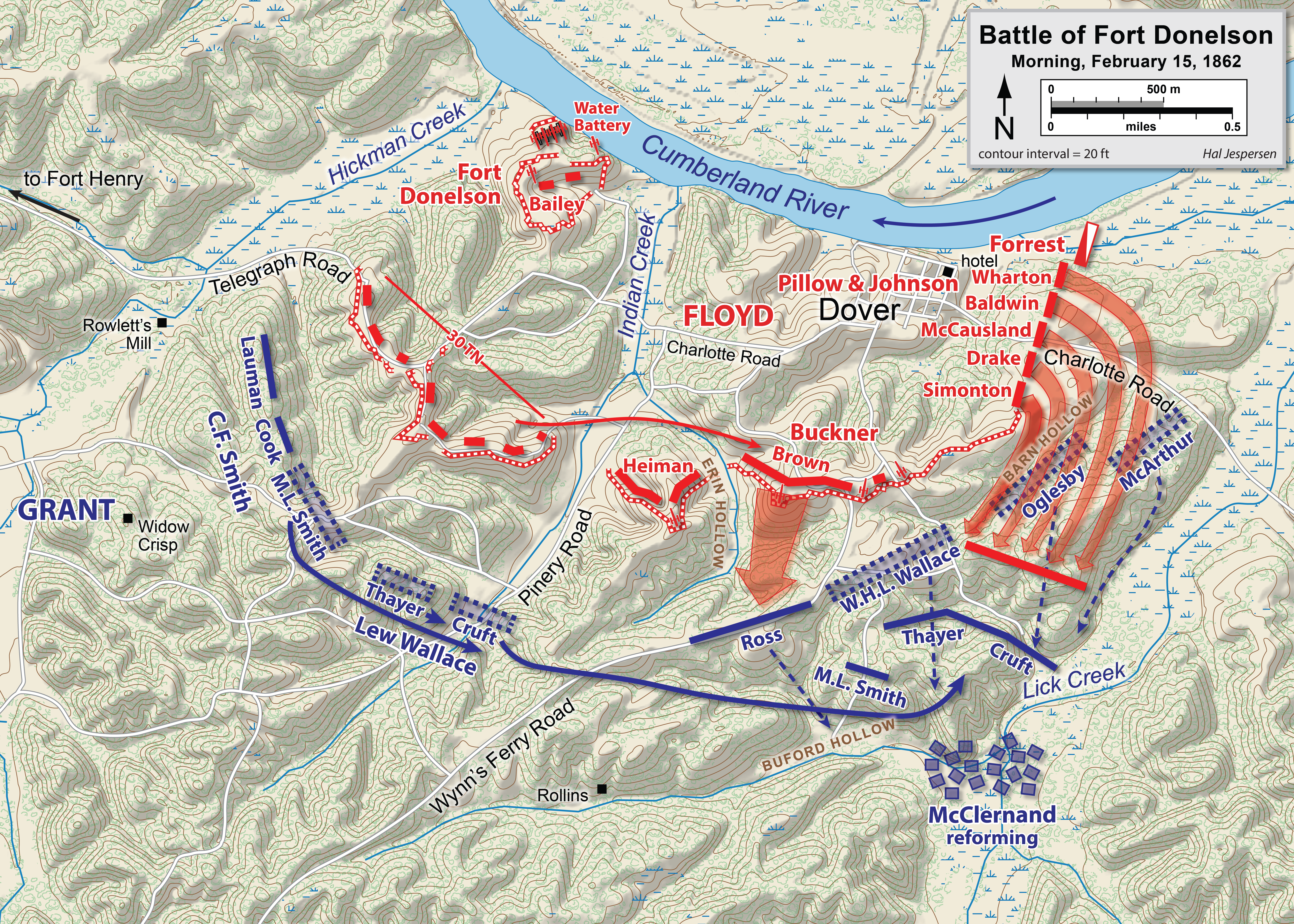
I movimenti la mattina del 15.

La sortita inizierà bene per i confederati e, dopo quasi 2 ore di pesanti ed incessanti combattimenti, gli uomini di Pillow riusciranno a respingere la linea di McClernand aprendosi la via di fuga tanto agognata. Fu proprio durante questo attacco che le truppe dell'Unione in Occidente sentiranno per la prima volta il famoso e snervante grido di guerra Sudista, il "rebel yell".

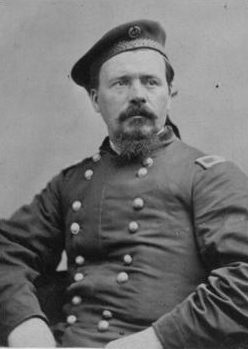
Foto del Colonnello unionista John McArthur.

L'assalto avrà successo principalmente a causa dell'inesperienza e del pessimo posizionamento delle truppe di McClernand e per l'attacco congiunto portato dalla cavalleria di Forrest in una manovra di fiancheggiamento.
Le brigate di Richard James Oglesby e John McArthur saranno quelle colpite più duramente; si ritireranno in un modo generalmente ordinato verso le retrovie per raggrupparsi e poter rifornirsi.
Verso le ore 8 McClernand invierà un messaggio per chiedere assistenza a L. Wallace ma questi, che non aveva ricevuto alcun ordine al riguardo da parte di Grant - che si trovava ancora assente - inizialmente rigetterà di rispondere ad una richiesta di aiuto, seppur proveniente da un altro ufficiale; riluttante ad ogni forma di disobbedienza, manderà un aiutante al quartier generale per ottenere ulteriori istruzioni.
Nel frattempo le munizioni di McClernand si stavano esaurendo, ma il suo ritiro non era ancora una disfatta; l'esercito dell'ex quartiermastro Ulysses S. Grant non aveva ancora imparato ad organizzare le munizioni di riserva e i rifornimenti vicino alle brigate posizionate nella prima linea. Un secondo messaggero arriverà al campo di Wallace in lacrime, gridando: "il nostro fianco destro è annientato!... Ora tutto l'esercito è in pericolo!"
Questa volta Wallace inviò una brigata sotto il comando di Charles Cruft per portare soccorso a McClernand; sarà mandata a sostituire le brigate di Oglesby e McArthur, ma quando si accorgeranno di essersi imbattuti nei confederati di Pillow e dopo essere stati da questi affiancati, anch'essi cominceranno a ritirarsi. Non tutto però andava bene tra le file confederate.
Alle ore 9:30, mentre le brigate dell'Unione stavano cedendo, N.B. Forrest spingerà B. Johnson a lanciare un attacco a tutto campo contro le truppe avversarie oramai in uno stato di completo disordine; egli era troppo cauto per approvare un assalto generale, ma accetterà comunque di mantenere la fanteria in una fase di lenta avanzata. Dopo due ore Pillow capirà che l'Ala di Buckner non stava più attaccando a fianco della sua; dopo uno scontro tra i due generali le truppe di Buckner si sposteranno e, aggregatesi con il fianco destro dell'Ala di Pillow, colpiranno la brigata di W.H.L. Wallace.

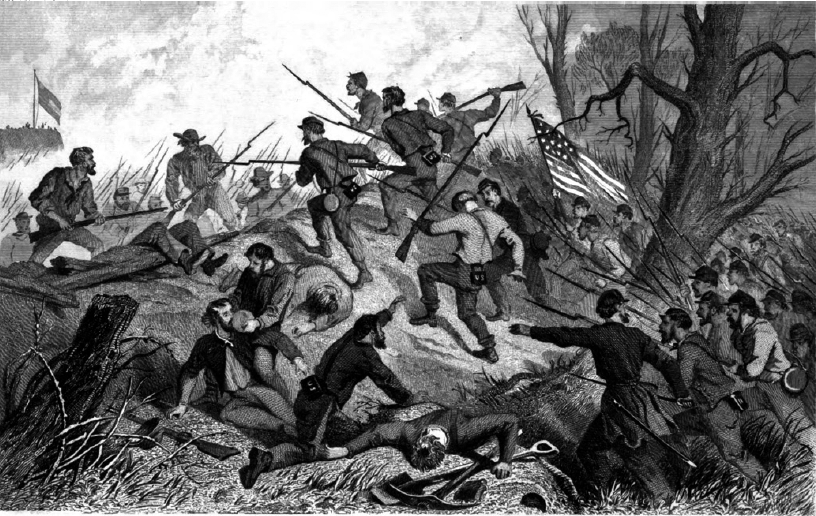
La carica delle truppe dell'Ohio Infantry a Donelson (illustrazione del 1863).

I confederati presero il controllo di "Forge Road" e di un settore chiave della "Wynn's Ferry Road", aprendosi una rotta sicura per Nashville; ma il ritardo di Buckner darà il tempo agli uomini di L. Wallace di rafforzare le truppe in ritirata di McClernand prima che fossero del tutto distrutte. Nonostante gli ordini ricevuti in precedenza da Grant le unità di Wallace si sposteranno per portare soccorso alla destra assieme con la brigata di John Milton Thayer, dando così agli uomini di McClernand il tempo di riorganizzarsi e raccogliere munizioni dalle forniture di Wallace. La 68° Ohio verrà lasciata alle spalle per coprire la retroguardia.

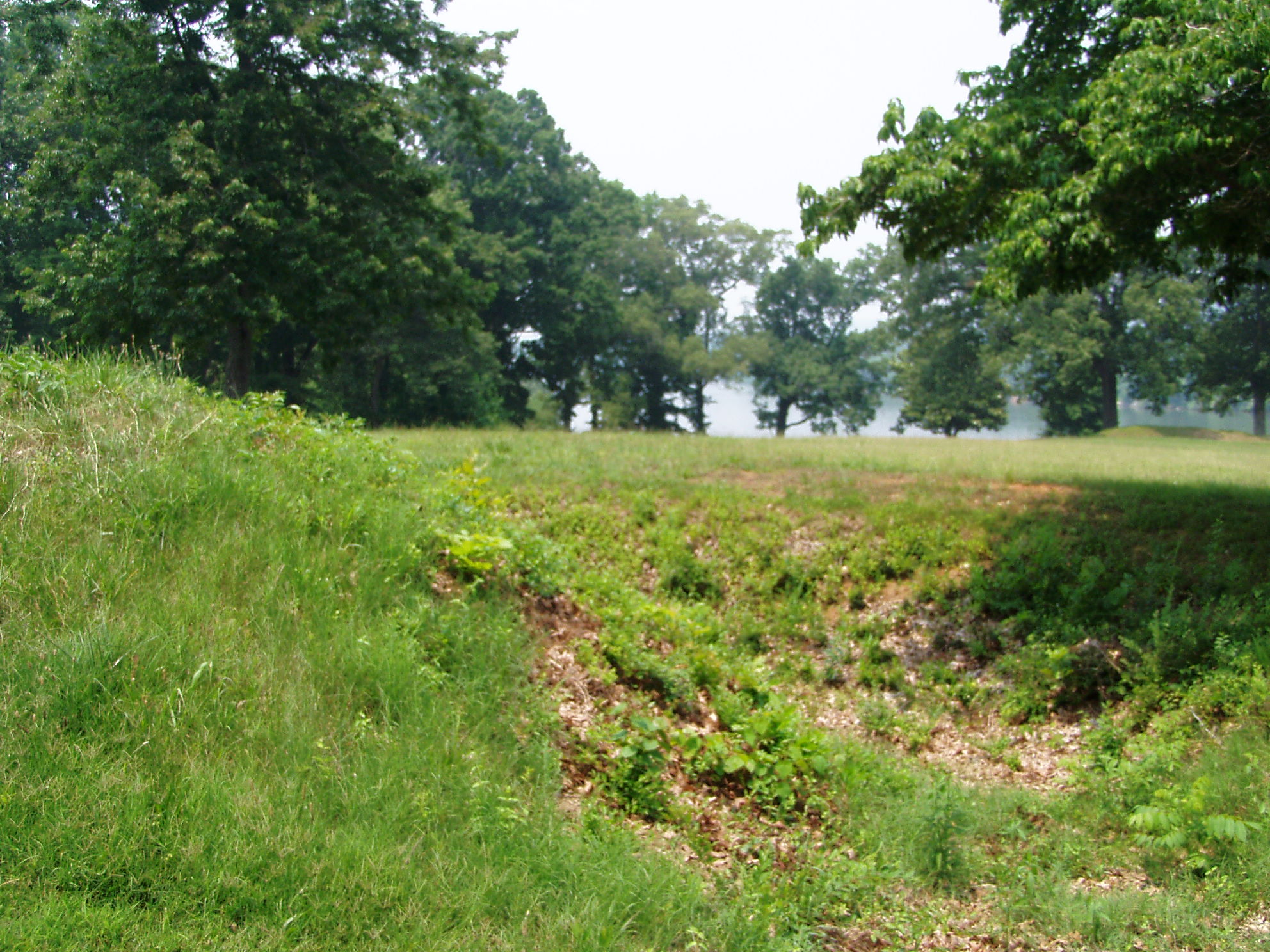
Una delle creste del campo di battaglia.

L'offensiva Sudista terminerà verso le 12:30, quando le truppe di L. Wallace e Tayer formeranno una linea difensiva su una cresta a cavalcioni della "Wynn's Ferry Road"; i confederati tenteranno di aggredirli per ben 3 volte, ma non riusciranno ad ottenere alcun risultato e pertanto si ritireranno a loro volta su un'altra cresta posta a circa 800 m di distanza. Avevano finito con lo spingere i difensori dell'Unione indietro di almeno 2–3 km aprendosi così la via di fuga.
Grant, che apparentemente non era ancora a conoscenza della battaglia, sarà avvisato da un aiutante e tornerà alle sue truppe nel primo pomeriggio; visiterà per la prima volta C.F. Smith posizionato sull'Ala sinistra. Qui ordinerà all'8° Missouri e all'11° Indiana di muoversi velocemente a destra in supporto, poi cavalcherà per 11 km su strade ghiacciate per poter finalmente incontrarsi con McClernand e Wallace.
All'arrivo rimarrà costernato dalla confusione e dalla mancanza di una leadership organizzata; McClernand brontolerà che "questo esercito vuole una testa che lo diriga", al che Grant prontamente risponderà: "sembra proprio così. Signori, la posizione sulla destra deve essere ripensata". Fedele alla sua natura Grant non si lascerà prendere dal panico; mentre stava ritornando e dopo aver sentito i rumori degli spari, manderà a Foote l'ordine di iniziare un cannoneggiamento navale a scopo dimostrativo, supponendo che le sue truppe sarebbero state demoralizzate e avrebbero potuto aver bisogno di un incoraggiamento.

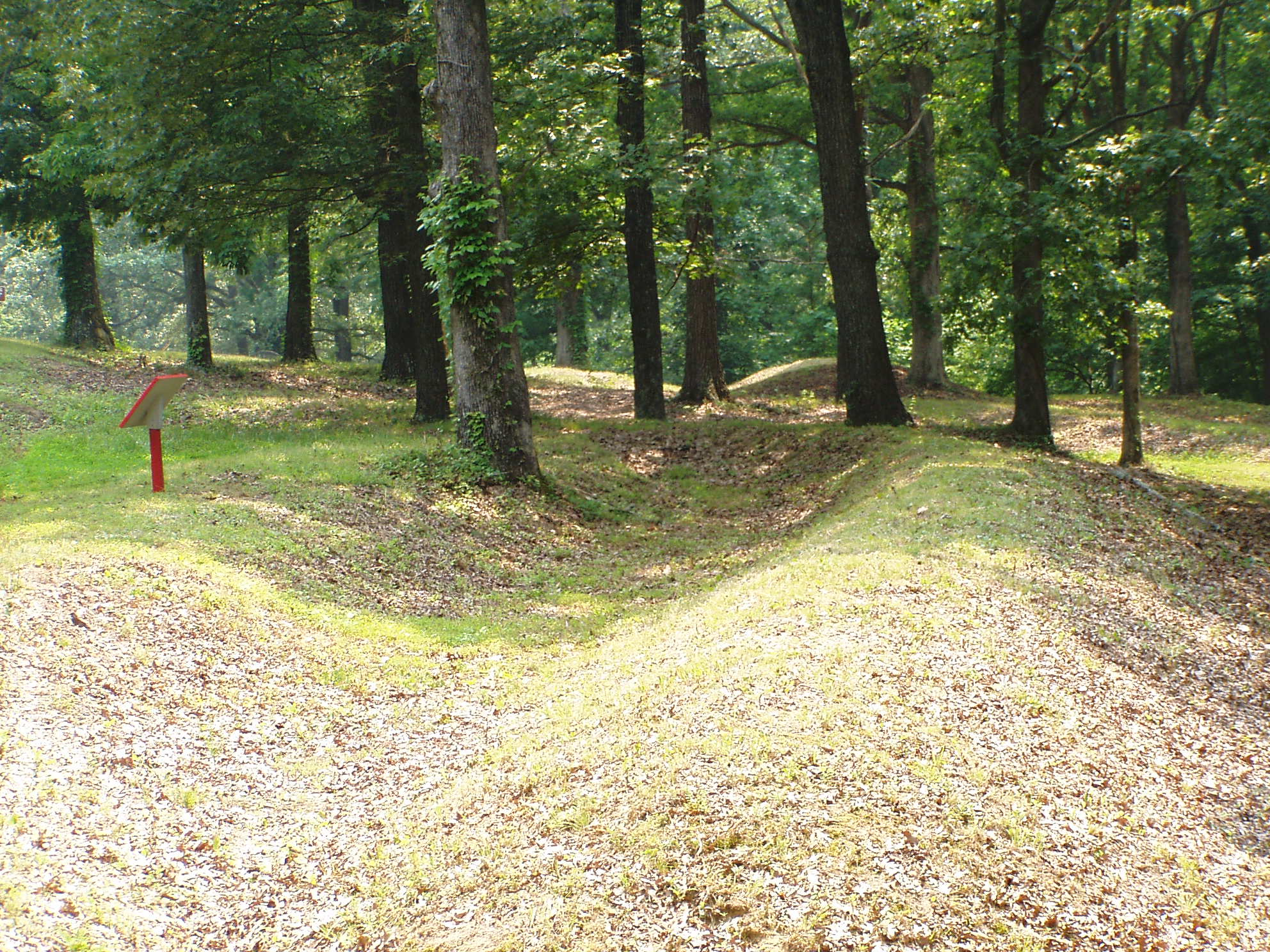
I luoghi della battaglia.

Grant osserverà che alcuni dei confederati (Buckner) stavano combattendo con addosso grossi zaini pieni di razioni per almeno tre giorni, il che implicava che stessero tentando di scappare, senza invece voler premere per una vittoria in combattimento. Rivelerà ad un aiutante che "colui che ora attacca per primo sarà vittorioso: il nemico dovrà avere fretta di arrendersi se si mette davanti a me".
Nonostante il successo dell'attacco mattutino nell'ottenere l'apertura di una via di fuga, tra l'estremo stupore di Floyd e Buckner Pillow invece ordinerà alle 13:30
di ritornarsene alle trincee; Buckner lo affronterà - mentre Floyd intendeva annullare l'ordine - ma Pillow sosterrà che i suoi uomini dovevano riorganizzarsi e rifornirsi prima di poter evacuare il fortino. Nella discussione scaturita riuscirà a far prevalere la propria opinione.
Con una mossa che si rivelerà decisiva per l'esito finale dello scontro quindi l'avanzata non proseguirà, anzi sarà bruscamente interrotta per rientrare a Donelson. Floyd crederà anche che la divisione di C.F. Smith fosse stata pesantemente rinforzata, così l'intera armata confederata verrà ordinata nuovamente all'interno delle linee di Fort Donelson, rinunciando in tal modo al prezioso terreno duramente guadagnato nel corso della mattinata.

### Contrattacco di Grant

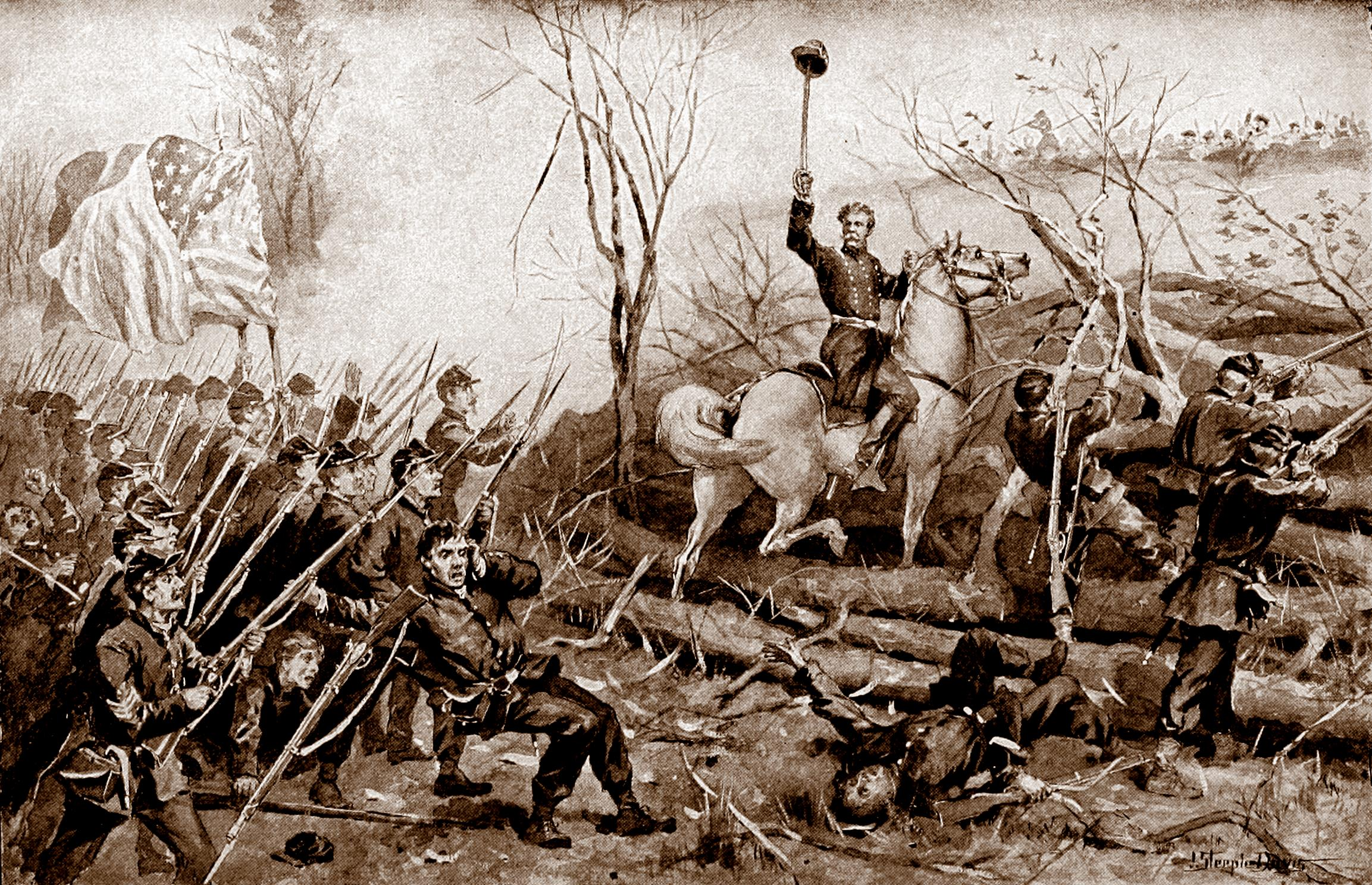
Illustrazione dell'attacco preordinato da Ulysses S. Grant, raffigurante Morgan Lewis Smith a cavallo che incita le sue truppe (1897).

Grant avrà la capacità di sapersi muovere rapidamente per poter cogliere al balzo e sfruttare pienamento l'occasione; avrà modo di commentare con Smith che "tutti hanno fallito alla nostra destra, ora devi prendere Fort Donelson". Smith collegherà le sue 2 rimanenti brigate per intavolare un fulmineo contrattacco.

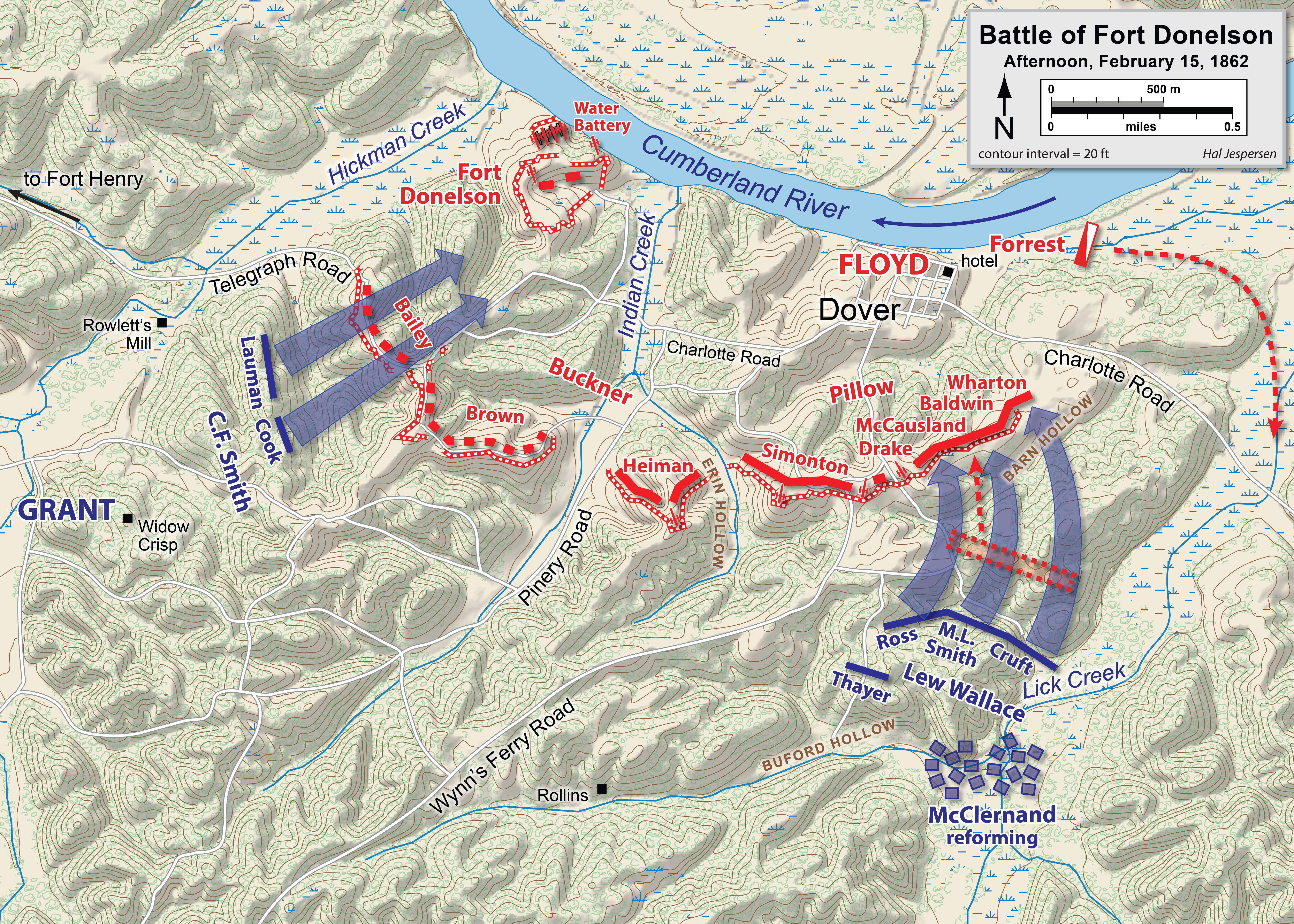
Il contrattacco dell'Unione avvenuto il pomeriggio del 15.

La brigata di Lauman avrebbe costituito il cuneo principale, guidato dalla 2nd Iowa Volunteer Infantry Regiment di James Madison Tuttle; la brigata di John Pope Cook sarebbe invece rimasta a supporto dell'Ala destra e dietro e agirà per creare un diversivo e quindi allontanare il fuoco dagli uomini di Lauman.
L'assalto riuscirà rapidamente a conquistare la linea esterna dei trinceramenti confederati proprio grazie alla resa del 30th Tennessee comandato da John W. Head, che era stato lasciato indietro dalla divisione di Buckner.
Nonostante due ore di ripetuti contrattacchi i Sudisti non riusciranno più a respingere Smith dai terrapieni catturati; quando tornerà la luce il mattino successivo l'Unione era ormai pronta ad impadronirsi di Fort Donelson e delle sue batterie posizionate sul fiume. Nel frattempo sull'Ala destra L. Wallace formerà una colonna attaccante con 3 brigate - una della sua stessa divisione, una di McClernand e una di Smith - per cercare di riprendere il controllo del terreno precedentemente perduto.

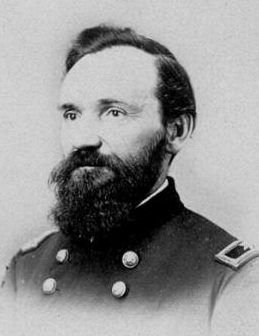
Foto del comandante unionista Morgan Lewis Smith.

Morgan Lewis Smith, che ora comandava sia l'11th Indiana Infantry Regiment che l'8th Missouri Volunteer Infantry, assieme ad altri appartenenti alle divisioni di McClernand e Wallace, verrà scelto per guidare il contrattacco; le brigate di Charles Cruft e Leonard Fulton Ross saranno rispettivamente messe in appoggio sui fianchi. Wallace ordinerà quindi l'avanzata. Smith con i suoi si porteranno a breve distanza sulla collina usando le tattiche degli Zuavi, in cui ci si gettava più volte in avanti per poi subito dopo ricadere a terra in posizione prona.

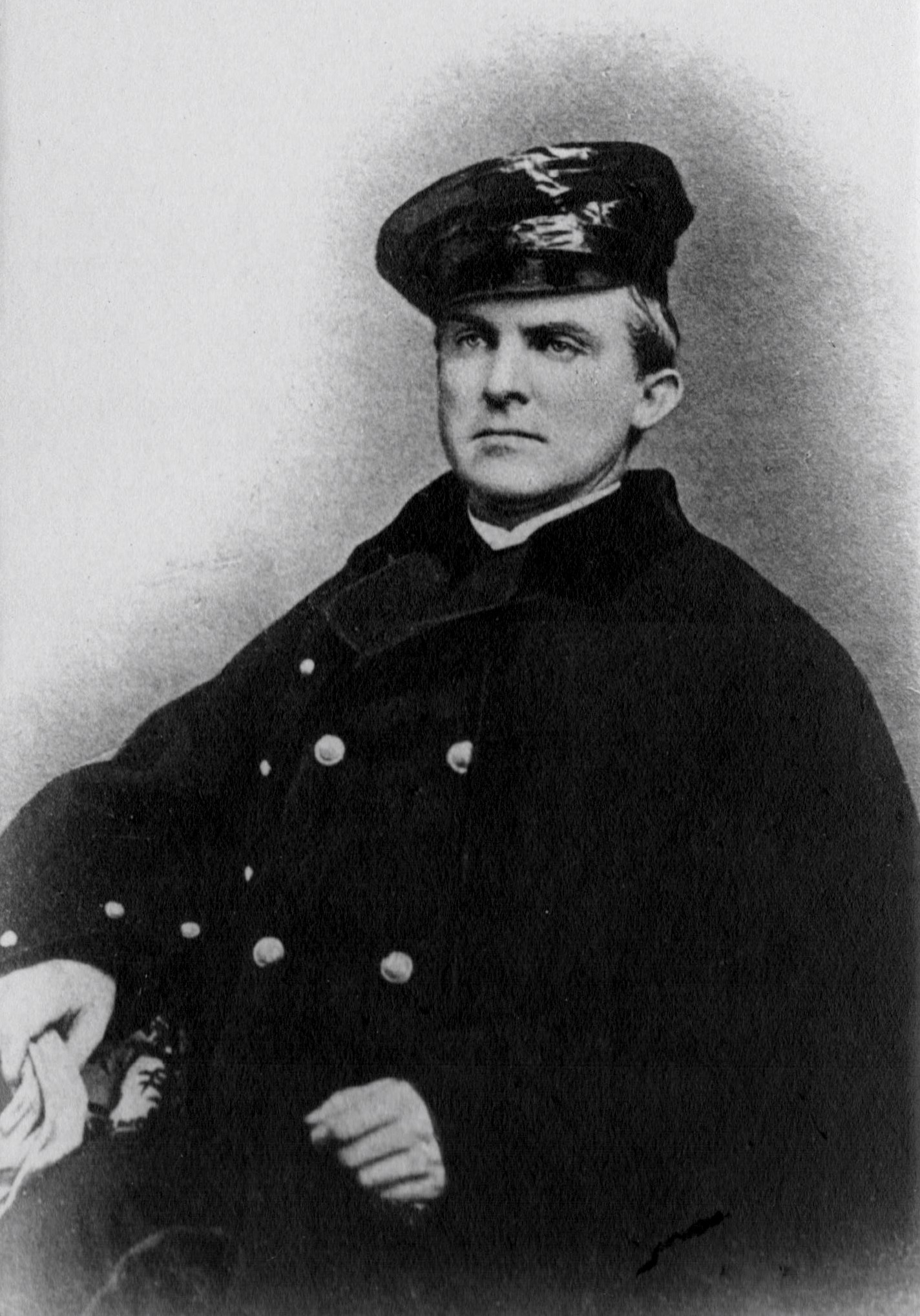
Foto del Colonnello unionista Leonard Fulton Ross.

Dalle 17:30 in poi Le truppe di Wallace erano riuscite a riconquistare il terreno perduto quella mattina e durante la notte le truppe confederate verranno costrette a ripiegare fino alle loro posizioni originali. Grant inizierà quindi i preparativi per riprendere l'assalto al mattino, anche se trascurerà di chiudere la via di fuga che Pillow aveva aperto.
John A. Logan rimarrà gravemente ferito il giorno 15; poco dopo la vittoria a Donelson sarà promosso in qualità di Brigadier generale tra i reparti dei volontari.

## Resa senza condizioni
Quasi 1 000 soldati da entrambe le parti erano stati uccisi, con circa 3 000 feriti ancora sul campo; alcuni si congelarono a morte nella tempesta di neve, molti soldati dell'Unione avevano gettato via sia le coperte che i cappotti risultati d'intralcio.
Del tutto inspiegabilmente sia John Buchanan Floyd che Gideon Johnson Pillow Pillow erano sembrati ottimisti riguardo alle prestazioni della giornata e Albert Sidney Johnston a Nashville arriverà ad affermare di aver conquistato una grande vittoria; Simon Bolivar Buckner tuttavia sosterrà che invece si ritrovavano in una posizione disperata che stava peggiorando sempre più con l'arrivo dei rinforzi dell'Unione.
Al loro ultimo consiglio di guerra svoltosi all'Hotel Dover alle 16:30 del 16 di febbraio, Buckner dichiarerà che se Charles Ferguson Smith avesse scelto di attaccare nuovamente, avrebbe potuto resistere solo per 30 minuti stimando che il costo per difendere il forte sarebbe stato pari ad un tasso di perdite del 75%. La posizione di Buckner finalmente riuscià ad ottenere la dovuta attenzione della riunione; qualsiasi fuga su larga scala sarebbe risultata essere estremamente difficoltosa. La maggior parte dei trasporti fluviali trasportava feriti a Nashville e non sarebbe tornato in tempo per riuscire ad evacuare il comando.
Floyd, che aveva paura di essere catturato, - sarebbe successivamente stato incriminato per corruzione perpetrata durante il suo servizio come Segretario alla Guerra nel gabinetto della presidenza di James Buchanan - consegnerà prontamente il comando a Pillow, che temeva anch'egli le rappresaglie Nordiste; a sua volta quindi passerà il comando a Buckner, che accetterà di rimanere indietro e far arrendere l'esercito. Durante la notte Pillow scapperà a bordo di una piccola imbarcazione attraverso il fiume Cumberland. Floyd partirà la mattina dopo sull'unico piroscafo disponibile, prendendo con sé i suoi 2 reggimenti di fanteria della Virginia.
Disgustato dallo spettacolo di vigliaccheria così platealmente dimostrato, un furioso Nathan Bedford Forrest (uno dei futuri fondatori del Ku Klux Klan) annuncerà: "non sono venuto qui per arrendermi di fronte al comando". Si precipiterà fuori dalla riunione per guidare circa 700 dei suoi cavalieri durante la fuga dal forte; si dirigeranno verso Nashville attraverso le acque basse e ghiacciate di "Lick Creek", non incontrando nessuno e confermando quindi che molti altri sarebbero potuti con facilità fuggire per la stessa strada, questo se solo Buckner non avesse schierato delle guardie per impedire il verificarsi di tali tentativi.
Il nuovo comandante Sudista invierà quindi una nota a Grant proponendo un cessate il fuoco e chiedendo quali fossero i termini della resa; il messaggio giungerà inizialmente tra le mani di Smith, che esclamerà: "nessuna condizione per quei dannati ribelli!" Quando infine la nota raggiunse anche Grant, Smith lo esorterà a non concederne alcuna; Buckner aveva sperato invece che avrebbe potuto offrire dei termini generosi a causa della loro precedente amicizia.
Nel 1854 Grant era stato difatti rimosso dal comando in una postazione dell'esercito in California, presumibilmente a causa dell'alcolismo; Buckner, un altro ufficiale presente in quel momento, gli prestò dei soldi per farlo tornare a casa nell'Illinois dopo che lo avevano costretto a dimettersi dal proprio incarico.

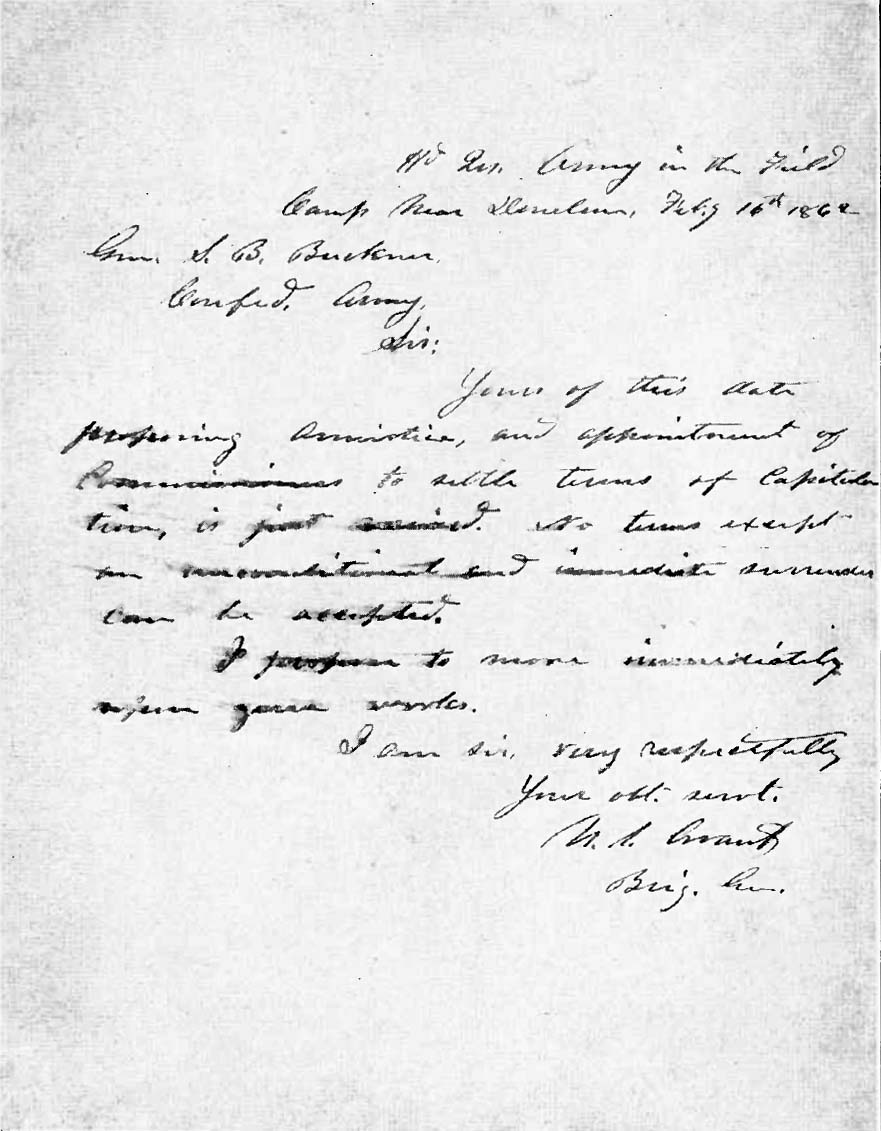
La richiesta di resa incondizionata inviata dal comandante unionista Ulysses S. Grant a quello cnfederato Simon Bolivar Buckner.

Con il completo sgomento di Buckner Grant non mostrerà però alcuna pietà nei riguardi degli uomini che considerava niente più che come dei ribelli nei confronti del governo federale; la sua brusca risposta diventerà una delle più famose citazioni della guerra, guadagnandosi il soprannome di "resa incondizionata" (Unconditional Surrender, iniziali di Ulysses S.).
La risposta del generale unionista sarà pertanto la seguente: "coloro che propongono l'Armistizio e la nomina dei Commissari per risolvere i termini della Capitolazione sono appena stati ricevuti; ma nessun termine può esser accettato a parte la resa incondizionata e immediata". Non stava bluffando; Smith era ora in una buona posizione per spostarsi sul forte avendo catturato le linee esterne delle sue fortificazioni ed aveva appena ricevuto l'ordine di lanciare un attacco con il supporto di altre divisioni il giorno seguente.
Credeva che la sua posizione gli permettesse di rinunciare ad un assedio pianificato e di affrontare invece con pieno successo la conquista del forte. Buckner risponderà: "la distribuzione delle forze sotto il mio comando, incidente dovuto ad un inatteso cambiamento di comandanti, e la forza travolgente sotto il tuo comando, mi costringono, nonostante il brillante successo delle armi confederate di ieri, ad accettare i termini ingenerosi e privi di nobiltà che tu mi proponi".

Il luogo della resa di Simon Bolivar Buckner davanti ad Ulysses S. Grant a Dover (Tennessee).

Grant, che si manterrà estremamente cortese con Buckner in seguito alla resa, si offrirà di prestargli del denaro per vederlo attraversare in condizioni migliori la sua imminente prigionia, ma Buckner declinerà l'invito.
La resa fu un'umiliazione personale per Buckner e una sconfitta strategica per la Confederazione, che perse oltre 12 000 uomini, 48 pezzi di artiglieria, gran parte delle loro attrezzature e il controllo del Cumberland, il che condurrà direttamente all'evacuazione di Nashville.
Questo fu il primo di 3 eserciti confederati che Grant avrebbe catturato durante la guerra; il 2° sarà quello di John Clifford Pemberton al termine dell'assedio di Vicksburg e il 3° l'Armata Confederata della Virginia Settentrionale di Robert Edward Lee a seguito della battaglia di Appomattox. Buckner inoltre consegnerà considerevoli equipaggiamenti militari e provviste, di cui le truppe di Grant avevano assolutamente bisogno.
Più di 7 000 prigionieri di guerra confederati furono infine trasportati da Fort Donelson nel "Camp Douglas" a Chicago e nel "Camp Morton" a Indianapolis, ma anche in altri campi di prigionia in diverse regioni del Nord. Non sono mai stati registrati documenti ufficiali dei confederati che si sono arresi e le stime pertanto variano da 11 500 a più di 15 000.

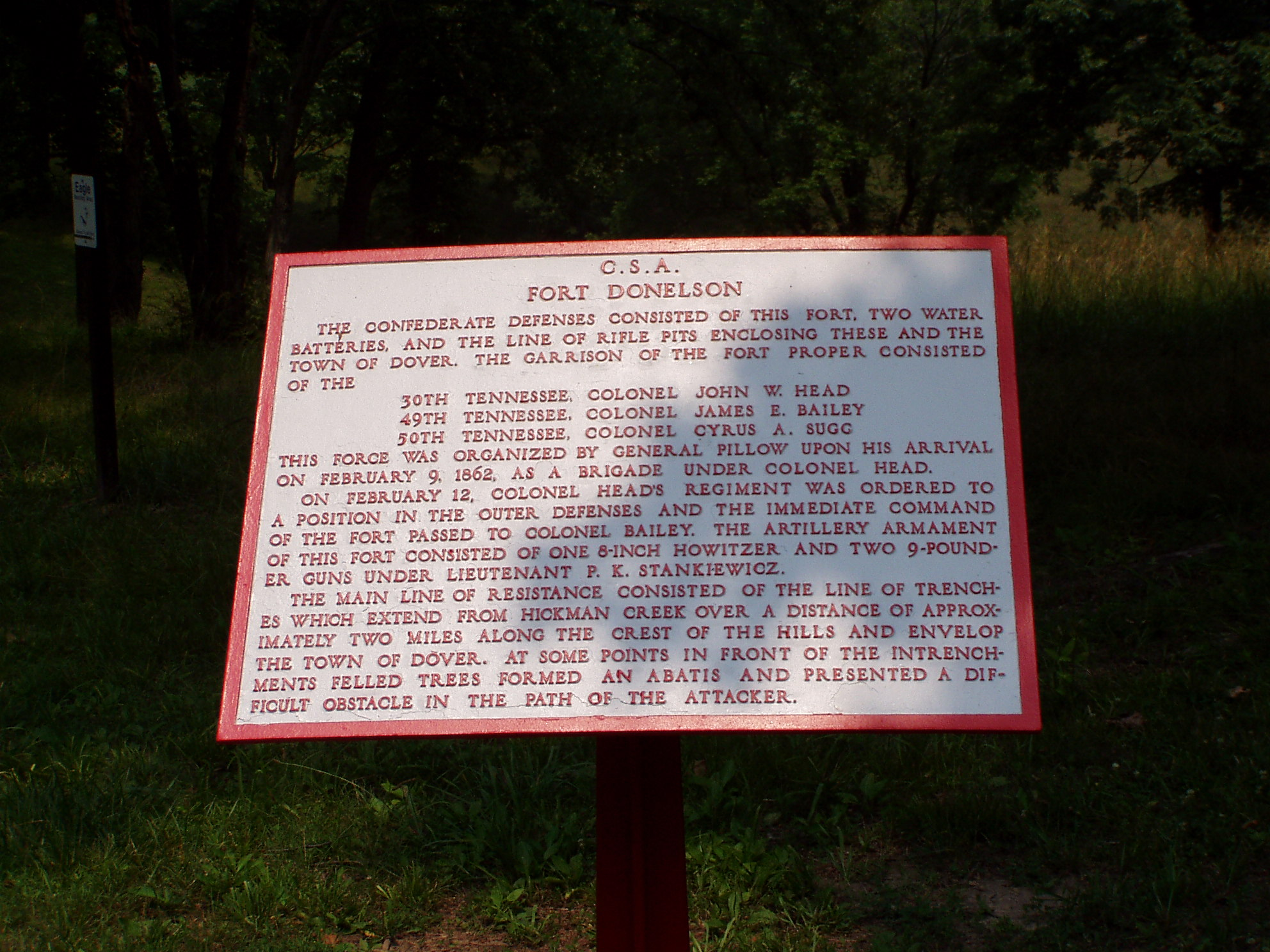
Il cartello esplicativo sul sito della battaglia.

Buckner rimarra prigioniero nel "Fort Warren" a Boston fino al 15 di agosto seguente, quando verrà scambiato con il Brigadier generale George Archibald McCall.

## Conseguenze
Le vittime a Fort Donelson erano pesanti, principalmente a causa della grande resa confederata; le perdite dell'Unione sono state 2 691 (507 morti, 1 976 feriti, 208 catturati/dispersi); quelle Confederate 13 846 (327 morti, 1 127 feriti, 12 392 catturati/dispersi).

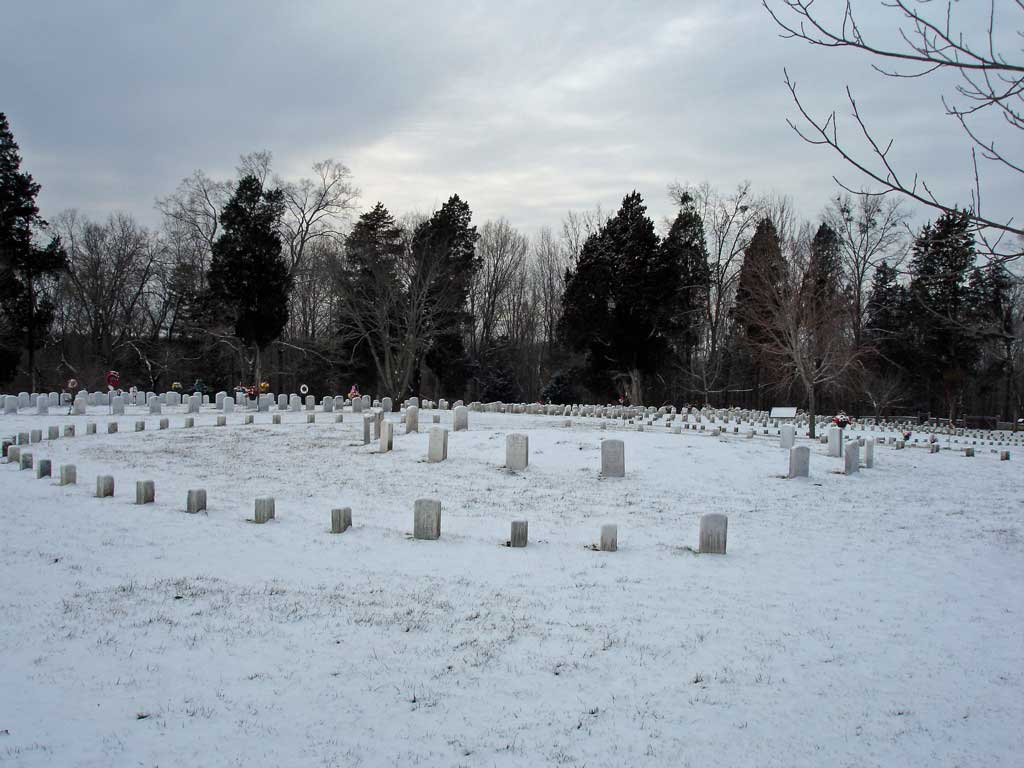
Il cimitero nazionale di Fort Donelson.

I cannoni furono fatti sparare a salve e le campane delle chiese suonarono in tutto il Nord al primo sopraggiungere delle liete notizie. Il Chicago Tribune scriverà che "Chicago vacillava di gioia". La cattura dei forti Henry e Donelson furono le prime importanti vittorie dell'Unione nella guerra e aprirono due grandi fiumi all'invasione diretta nel cuore del Sud.
Grant venne promosso a Maggior generale del corpo dei volontari, per anzianità secondo solamente ad Henry Halleck nel Teatro occidentale. Dopo che i giornali riferirono che Grant aveva vinto la battaglia con un sigaro serrato tra i denti, fu inondato di sigari inviatigli dai suoi molti ammiratori: nel 1885 finirà per morire di cancro alla gola, con molta probabilità causato dal suo essere affetto da tabagismo.

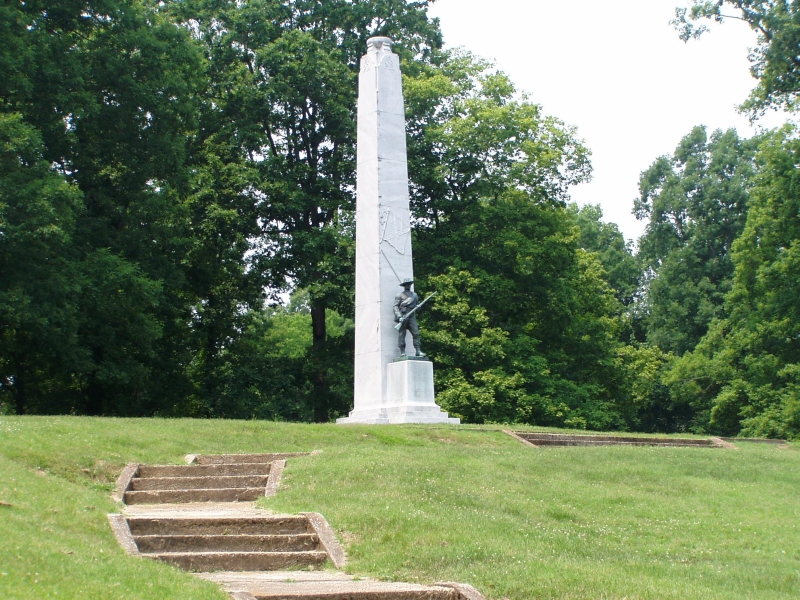
Il Memoriale confederato sul sito della battaglia.

Quasi 1/3 di tutti gli uomini a disposizione di Johnston erano prigioniere; Grant aveva catturato più soldati di tutti i precedenti generali statunitensi messi insieme e l'Armata Sudista fu quindi privata di oltre 12 000 soldati che altrimenti avrebbero potuto fornire un vantaggio decisivo nell'imminente Battaglia di Shiloh e scoppiata meno di due mesi dopo. Per di più Grant ora controllava i corsi d'acqua e le linee ferroviarie che passavano tra Nashville e Columbus.
Il resto delle forze di Johnston si trovava a 320 miglia di distanza l'una dall'altra, tra Nashville e Columbus, con l'Armata di Grant tra di loro. Le forze Nordiste controllavano anche i fiumi e le ferrovie vicini; l'esercito di Don Carlos Buell minacciava Nashville, mentre le truppe di John Pope Columbus. Johnston farà evacuare Nashville il 23 di febbraio, consegnando questo importante centro industriale all'Unione e diventando così la prima capitale di uno Stato confederato a cadere.
Columbus fu evacuata il 2 di marzo. La maggior parte del Tennessee cadde sotto il diretto controllo unionista, come del resto tutto il Kentucky, sebbene entrambi fossero soggetti all'invasione e ai periodici raid dei confederati.

## Conservazione del campo di battaglia
Il sito della battaglia è stato conservato dal National Park Service con la denominazione di Fort Donelson National Battlefield.

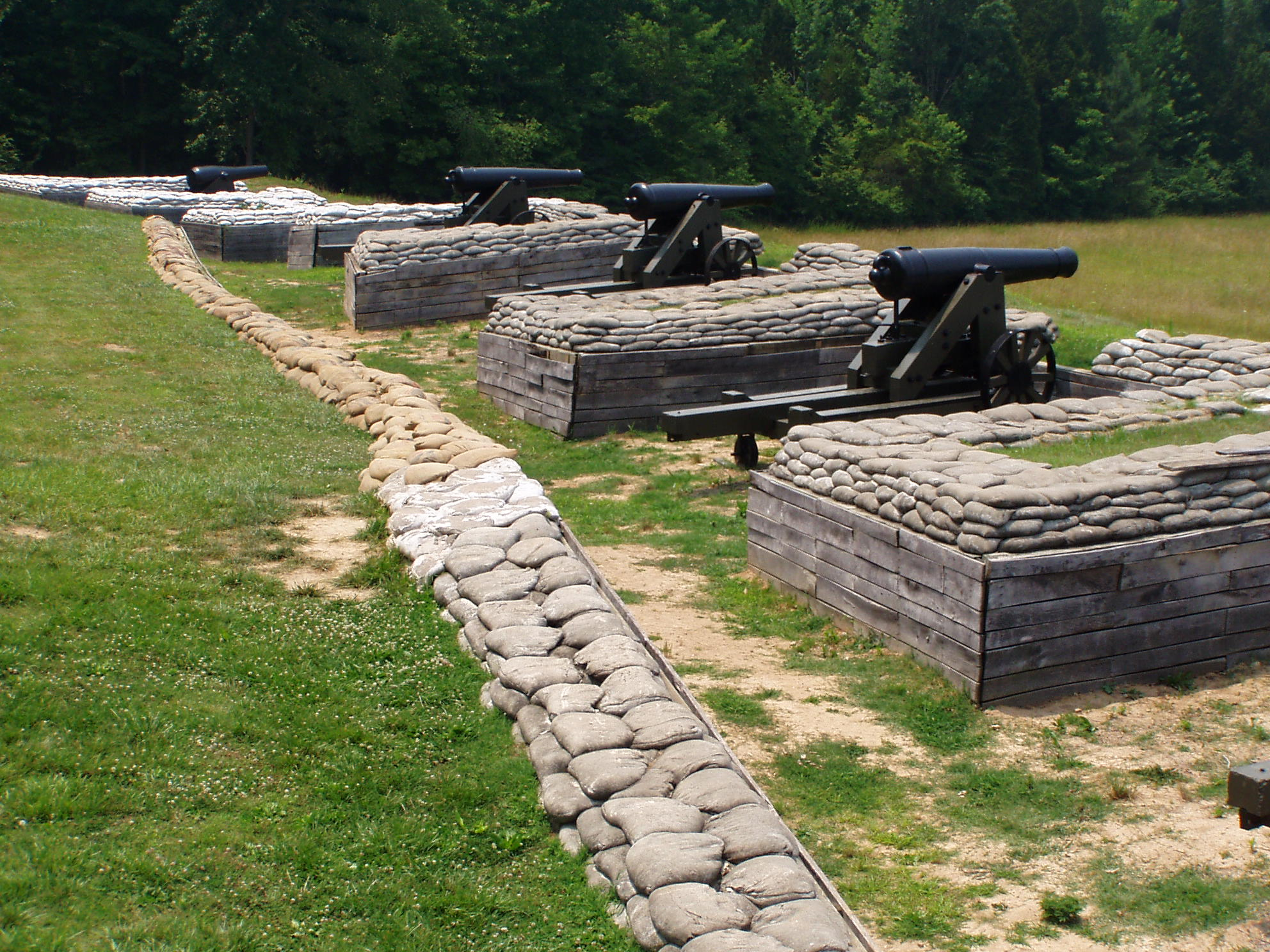
Postazioni di batterie.

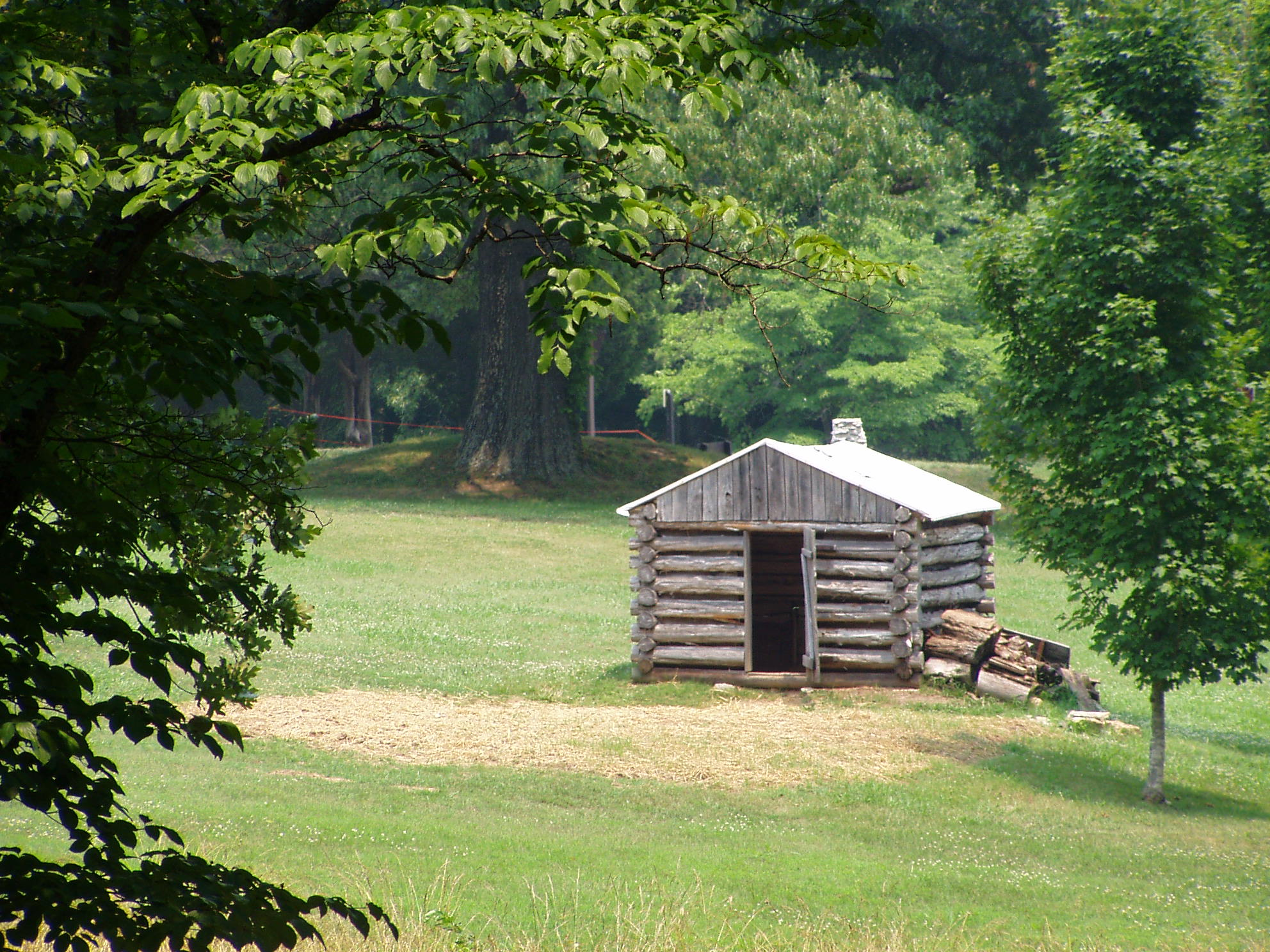
Una delle baracche per i rifornimenti.

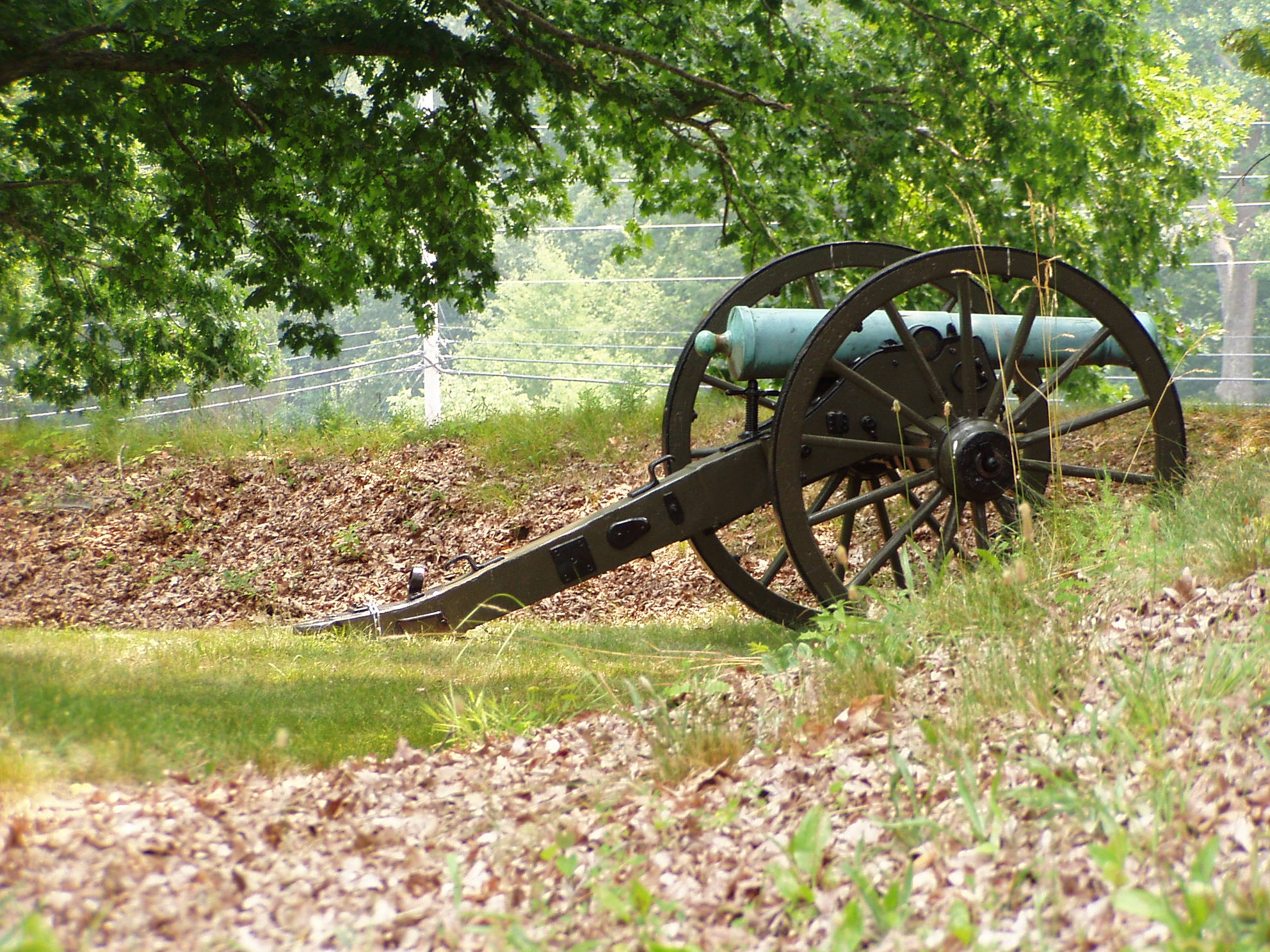
Cannone da campo sul sito della battaglia.

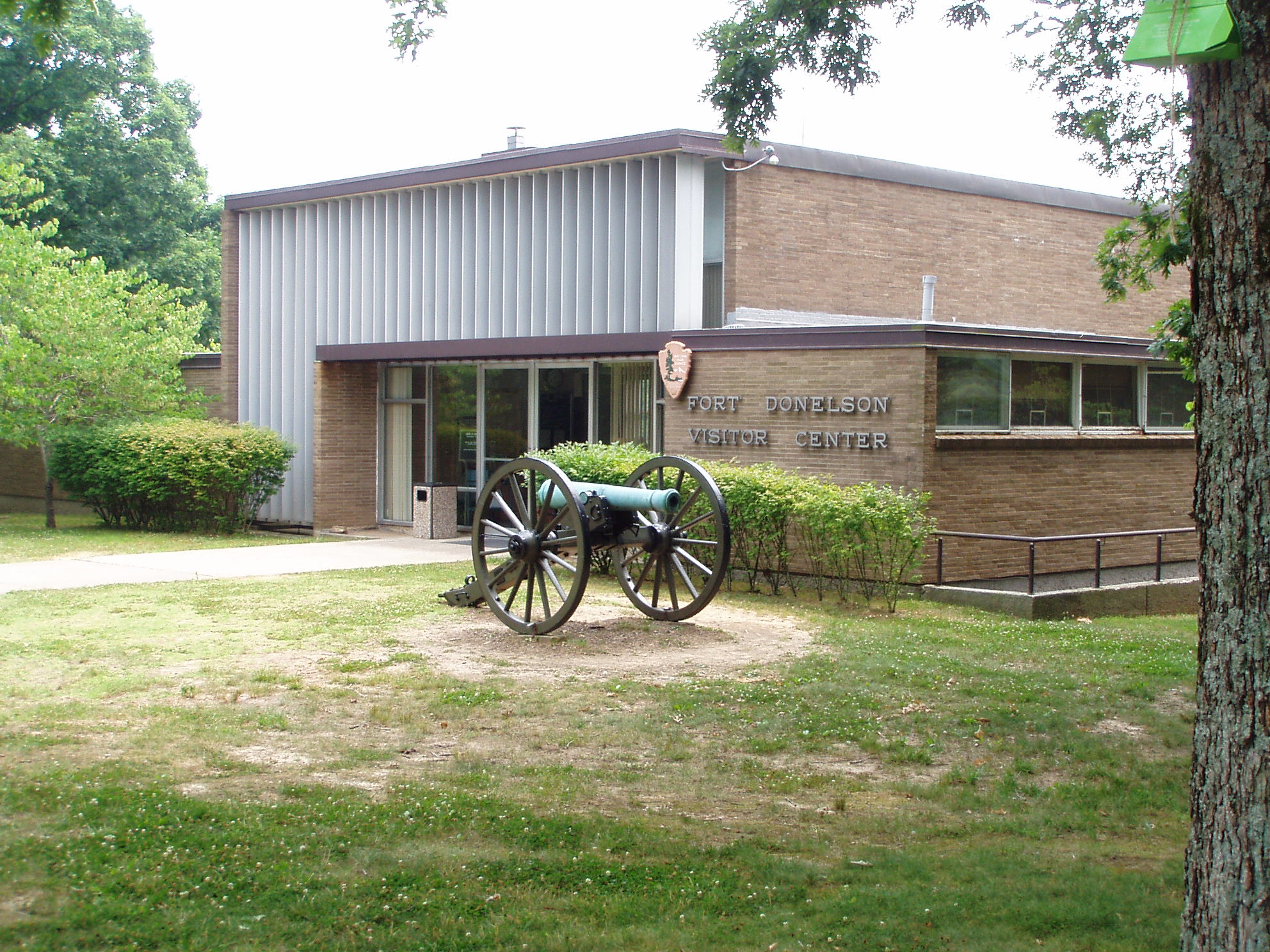
L'ingresso del museo.